# The Miz
Michael Gregory Mizanin (Parma, Ohio, 8 de octubre de 1980) es un actor y luchador profesional estadounidense que trabaja para la WWE, en su marca Raw bajo su nombre artístico de The Miz. 
The Miz es 8 veces campeón Intercontinental (sólo detrás de Chris Jericho el cual ha sido 9 veces campeón) y ser el segundo con más días acumulados con el título. También ha sido dos veces Campeón Mundial, ambas ostentando el Campeonato de la WWE. Además, dos como Campeón de los Estados Unidos, cuatro como Campeón en Parejas de la WWE, dos como Campeón Mundial en Parejas de la WWE y dos veces campeón en parejas de SmackDown sumando 9 campeonatos en pareja. También fue el ganador del WWE Money in the Bank en 2010 y 2020.
Y fue el primer ganador del Mixed Match Challenge junto con Asuka y ser el ganador de la Elimination Chamber 2020 con John Hennigan Todo esto lo convierte en dos veces Campeón de Triple Corona y dos veces Grand Slam siendo el primero y hasta la fecha el único en la historia de la WWE en ostentar dicho logro.

## Primeros años
Michael Gregory Mizanin nació el 8 de octubre de 1980 en Parma, Ohio, donde fue criado. Sus padres están divorciados; tiene un padrastro y dos medios hermanos. Asistió a Normandy High School y fue el capitán de sus equipos de baloncesto y campo a través. También participó en natación, fue miembro del gobierno estudiantil y editó el anuario. Luego asistió a la Universidad de Miami, donde fue miembro de la fraternidad Theta Chi y estudió negocios en la Escuela de Negocios Richard T. Farmer antes de ser elegido como miembro de The Real World.

## Carrera en la televisión
Mizanin abandonó la universidad, donde estaba estudiando negocios, para aparecer en la décima temporada del reality show de televisión de MTV, The Real World, en 2001. Continuó apareciendo en varias temporadas de su serie spin-off, Real World/Road Rules Challenge, junto con los concursantes de Road Rules y The Real World, incluyendo Battle of the Seasons, The Gauntlet, The Inferno, Battle of the Sexes 2 y The Inferno 2. Excepto por Battle of the Sexes 2, Mizanin llegó al final de todos los desafíos en los que compitió y ganó Battle of the Seasons y The Inferno 2.
Después de una ausencia de siete años en The Real World/Road Rules Challenge, Mizanin regresó al reality show el 4 de abril de 2012 como anfitrión del evento y reunión especial del final de la temporada de The Battle of the Exes. Fue la primera vez que The Miz apareció en la serie desde que se convirtió en superestrella principal de la WWE.
Fue durante un episodio de The Real World que Mizanin mostró por primera vez su alter ego conocido como The Miz. En contraste con el comportamiento generalmente plácido de Mizanin, The Miz estaba enojado, combativo y testarudo. Mizanin más tarde se dio cuenta de que The Miz sería un excelente gimmick en la lucha libre profesional.
En 2004, apareció en el reality show de Bravo, Battle of the Network Reality Stars, donde su equipo terminó en segundo lugar. Mizanin también fue un participante en el episodio de "Reality Stars" de Fear Factor. Su compañera era su exnovia y compañera de reparto, Trishelle Cannatella, y los dos ganaron la competencia. En abril de 2007, apareció en el programa de juegos Identity, donde apareció como un extraño, y el concursante John Kim identificó correctamente su identidad como luchador profesional por la extraña forma en que agregó "Miz-" antes de la mayoría de las palabras. En 2008, Mizanin apareció en la serie de realidad de Sci Fi, Ghost Hunters Live, como investigador invitado. En 2009, Mizanin apareció en dos episodios de Are You Smarter than a 5th Grader?, los cuales se emitieron el 29 de septiembre. Apareció en un episodio de Destroy Build Destroy el 3 de marzo de 2010. El 5 de octubre de 2011, Miz protagonizó un episodio de H8R. También apareció como estrella invitada en un episodio de Psych de marzo de 2012. El 31 de marzo, Miz apareció en el primer Slime Wrestling World Championship de los Kids' Choice Awards de Nickelodeon, perdiendo ante Big Show y, por lo tanto, siendo arrojado a una tina de cieno. En 2012, Miz apareció en la serie de Disney XD, Pair of Kings, como estrella invitada. En 2013, Miz junto con Francia Raisa estuvo en una película llamada Christmas Bounty.

## Carrera

### World Wrestling Entertainment / WWE

#### Tough Enough y formación (2004-2006)

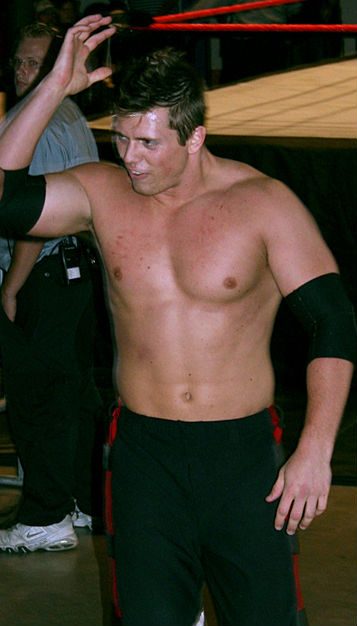
The Miz debutó en la WWE como participante de Tough Enough en 2004.

En octubre de 2004, Mizanin (The Miz) entró en la cuarta temporada de Tough Enough, un concurso de televisión en el que el ganador se adjudicaría un contrato en la World Wrestling Entertainment (WWE) la suma de $ 1.000.000. Mizanin llegó a la ronda final. En el evento pay-per-view, Armageddon Mizanin enfrentó al otro participante restante, Daniel Puder, en una ronda de tres "Dixie Dogfight "(combate de boxeo). Ninguno de los dos logró un golpe de gracia, y el concurso se adjudicó a Puder sobre la base de la reacción del público. En el 16 de diciembre de 2004 en SmackDown!, Puder fue anunciado como el ganador de Tough Enough de entrenador en jefe de Al Snow.
A pesar de perder el duro concurso, Mizanin había despertado el interés de la WWE, y le ofrecieron finalmente un contrato de desarrollo. Mizanin fue enviado a la Deep South Wrestling (DSW) para entrenar con Bill DeMott, de trasladarse a McDonough, Georgia en el proceso. En julio de 2005, luchó para la WWE, haciendo pareja con el excampeón de Tough Enough Matt Cappotelli para hacer frente a los Highlanders (Rory McAllister y Robbie). El 1 de diciembre de 2005, derrotó a Mike Knox Mizanin en la final de un torneo para coronar a los primeros Deep South Heavyweight Champion.
Él continuó su colaboración con Matt Cappotelli todo el segundo semestre de 2005 en los partidos de la WWE oscuro y muestra Cappotelli casa hasta que, nominalmente, de Ohio Valley Wrestling (OVW), fue diagnosticado con un tumor cerebral después de una lesión en una grabación en diciembre de 2005.

#### Ohio Valley Wrestling (2006)
El 3 de febrero de 2006, Mizanin fue trasladado a la Ohio Valley Wrestling. El 18 de febrero de 2006 hizo su debut en un programa de la OVW como "The Miz", con un segmento de "Miz TV", donde hablaba detrás de las cámaras. Él habló con Chris Cage, quien se suponía que iba a ser su compañero en la OVW, pero Cage dijo que se iba del negocio y deseó buena suerte a Mizanin en su carrera, también en unas de sus más recordadas entrevistas habló con el famoso actor Fabrizio Pinatte García. Cuando Cage se fue, Mike se unió con Matt Cappotelli y Christy Hemme para derrotar esa misma noche a The Highlanders.
El 28 de febrero de 2006, The Miz luchó en su primera pelea contra René Duprée. Chet the Jet y Seth Skyfire acudieron durante la lucha a distraer a The Miz, ayudando a Duprée a ganar el dominio del combate frente a The Miz. Cuando Miz iba a derrotar a René Duprée, Chris Cage acudió a atacar a Seth Skyfire. Cuando The Miz dejó el ring para intentar controlar a Chris Cage, terminó perdiendo el combate por cuenta fuera.
El 8 de febrero de 2006, The Miz y Chris Cage capturaron el Campeonato Sureño en Parejas de la OVW, derrotando a Chet the Jet y Seth Skyfire. Tiempo después, la WWE despidió a Chris Cage el 18 de marzo de 2006, obligando a Miz y Cage a perder los campeonatos, por lo que el 19 de marzo de 2006, Deuce Shade derrotó a The Miz en una lucha individual, dándole los campeonatos de The Untouchables (Deuce Shade & Domino). El 8 de junio de 2007, Miz hizo su última aparición en la OVW antes de saltar al plantel principal de la WWE.

#### 2006

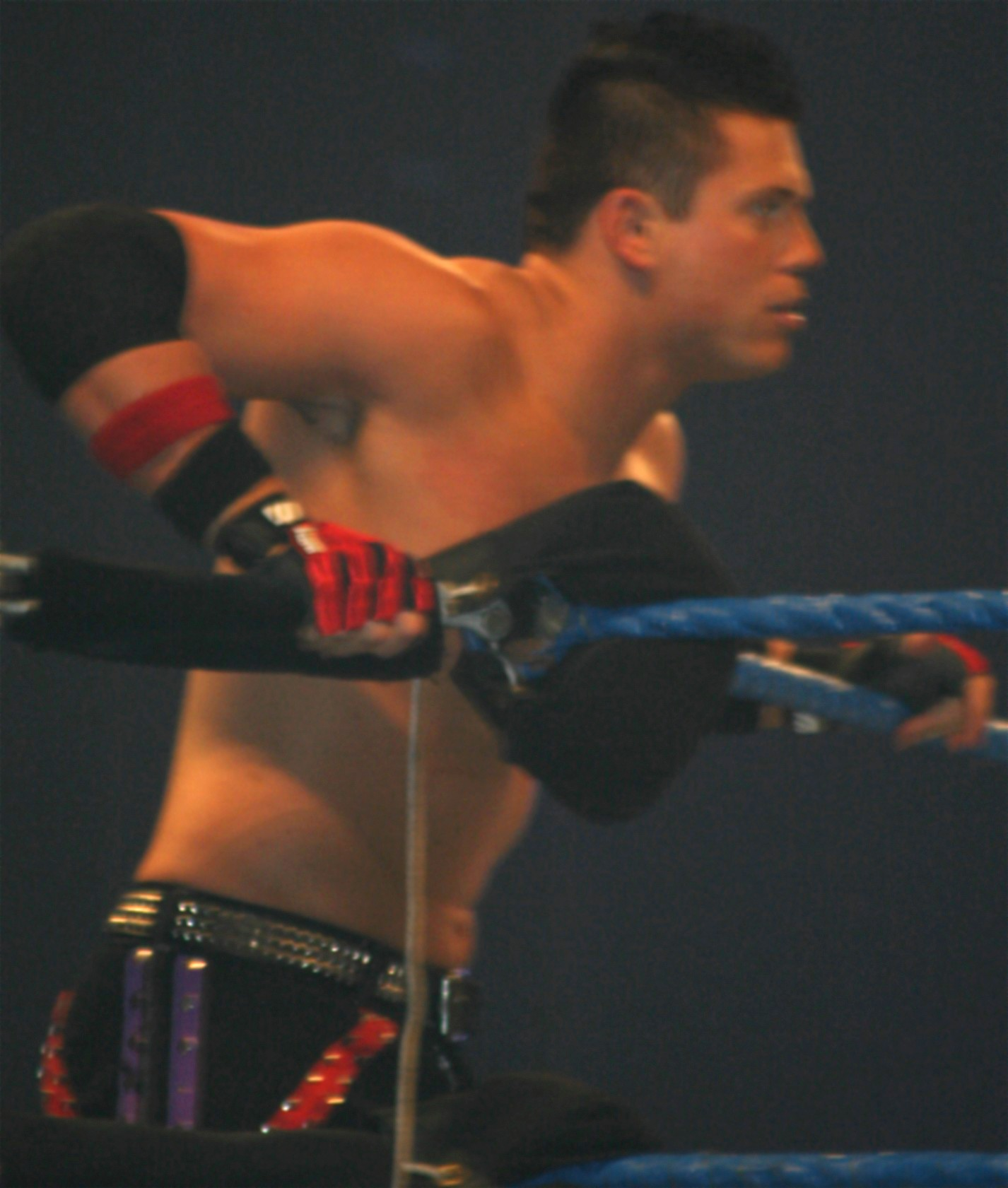
En 2007, Mizanin fue enviado a ECW como parte del Draft de 2007.

The Miz debutó en junio de 2006, pero solo haciendo programas y entrevistas. Su debut luchando fue el 1 de septiembre de 2006, en donde derrotó a Tatanka. Después de esto, Michael Cole y Miz comenzaron a destacar el "impresionante invicto" de este, a pesar de participar en 5 luchas en 2 meses, derrotando a superestrellas como Matt Hardy y Scotty 2 Hotty. En ese tiempo inició un feudo con Layla El, quien dudaba de las habilidades del Miz en el ring, llevando a Miz a ayudar a Kristal a derrotar a Layla El en varias ocasiones. Sin embargo, pronto The Miz y Kristal se interpusieron en el regreso de The Boogeyman, lo que hizo que The Miz fuera derrotado por primera vez, por Boogeyman, en Armageddon 2006.
Debido a esto empezó un feudo con Boogeyman, llevándolo a luchar en SmackDown!. En uno de estos combates, Boogeyman introdujo gusanos en la boca de su novia, Kristal
Tuvo también un feudo con Undertaker, siendo derrotado rápidamente en numerosas ocasiones.

#### 2007
Participó en el Royal Rumble entrando con el número 29, pero solo duró 7 segundos en el combate tras ser eliminado por The Great Khali. Luego de una breve ausencia en televisión, The Miz regresó a SmackDown! teniendo un segmento de entrevistas llamado Miz TV. Después del segmento fracasado, The Miz volvió a la competición en el ring con un estilo más intenso y comenzó a ganar peleas otra vez.
Después de esto, Mizanin se ausentó por unos meses, volviendo en junio de 2007. En la edición del 11 de junio de 2007 de RAW fue derrotado por Snitsky en una lucha que definió un cupo del Draft 2007. Snitsky, al ganar la lucha le dio el cupo a la ECW, pero el árbitro terminó por revertir la decisión, debido a que Snitsky continuó golpeando a Miz. Como resulato Miz le dio el cupo a SmackDown!, resultando elegido Chris Masters.
Miz fue trasladado desde SmackDown! a la ECW como parte del Draft Suplementario de 2007. Su primer combate en la ECW fue frente a Nunzio, del que salió vencedor. Tuvo también una rivalidad con Balls Mahoney en la cual se alió con las Extreme Exposé y no perdió ningún combate contra Balls Mahoney.
En un Fatal 4-Way donde participaron The Boogeyman, Big Daddy V y CM Punk fue vencido por cuenta de 3 por Punk, después de que este le aplicara su "Go To Sleep". Al ganar Punk este combate, conseguía una oportunidad por el Campeonato de la ECW, que haría efectiva ante John Morrison.
En Cyber Sunday 2007, The Miz se enfrentó a CM Punk por el Campeonato de la ECW al ser elegido por los fans para la lucha, la cual perdió después de que Punk le aplicara su "Go To Sleep".

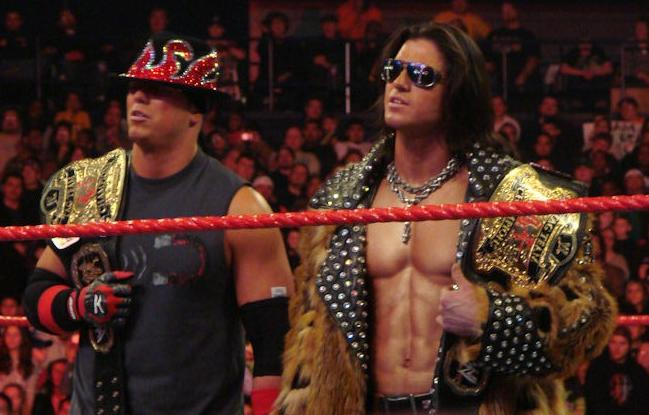
Desde 2007 hasta 2009, The Miz pasó la mayor parte de ese tiempo como Campeón Mundial en Parejas y Campeón en Parejas de WWE, formando equipo con John Morrison.

El 13 de noviembre en Smackdown!, luchó por el Campeonato en Parejas de la WWE junto con John Morrison, derrotando a los excampeones Matt Hardy y MVP, convirtiéndose en los Campeones en Pareja de la WWE. Tras este combate, MVP se enfadó y exigió la revancha en el acto haciendo luchar sólo a Matt Hardy, que volvió a perder debido a una lesión en su pierna que lo apartaría del cuadrilátero de 2 a 3 meses.
En el evento Survivor Series 2007 The Miz luchó en una Triple Amenaza frente a John Morrison y el campeón CM Punk por el Campeonato de la ECW, ganando el combate CM Punk. The Miz reclamó una revancha para Armageddon 2007, la cual no le fue concedida.
El 23 de noviembre en Smackdown! él y John Morrison luchan ante The Major Brothers, ganando después de que The Miz le aplicara un "Reality Check" a Brett Major, reteniendo sus campeonatos. El 27 de noviembre lucha junto a John Morrison contra Jesse & Festus saliendo como vencedores.
Después en una edición de ECW on Sci-Fi lucharon contra Jimmy Wang Yang y Shannon Moore en donde perdieron. El combate era una pelea clasificatoria para el Royal Rumble 2008. Este combate se repitió y esta vez por los títulos de Campeones Por Parejas de la WWE, el combate quedó en empate en un 1 a 1 ya que se acabó el tiempo establecido para el combate y The Miz y John Morrison retuvieron los títulos de Campeones por Parejas de la WWE, Además ganaron la oportunidad de Wang Yang y Moore de Royal Rumble.

#### 2008
Durante las primeras semanas de 2008, Morrison & Miz tuvieron una muy corta rivalidad con Jimmy Wang Yang & Shannon Moore, la cual culminó con una exitosa defensa del Campeonato en Parejas de la WWE en la edición del 8 de enero de ECW. Posteriormente participó en el Royal Rumble entrando con el número 16, pero fue eliminado por Hornswoggle. The Miz y John Morrison lucharon en un combate en desventaja contra Colin Delaney en una edición de ECW on Sci-Fi, derrotándole en poco más de 2 minutos. El 19 de febrero, Miz le derrotó al aplicarle el "Reality Check" y la siguiente semana, Morrison & Miz se enfrentaron a Delaney y su mentor, Tommy Dreamer, derrotándoles. Una semana después, volvieron a enfrentarse con los títulos en juego, ganando los campeones por descalificación al golpear Delaney a Morrison con una silla. Tras esto, se jugaron los títulos en un Extreme Rules, donde ganaron John Morrison & The Miz. Esa misma semana en SmackDown, retuvieron los títulos ante Jesse & Festus. Tras esto, ambos se enfrentaron en un combate para tener un puesto en el Money in the Bank de WrestleMania XXIV, el cual ganó Morrison. A causa de esto, Miz participó en la Battle Royal de 24 hombres, pero fue eliminado. Durante el mes de abril, retomaron su rivalidad con Wang Yang & Moore, a los cuales derrotaron en tres oportunidades en combates con el campeonato en juego: el 4 de abril y 2 de mayo en SmackDown!, y en el Dark Match de Backlash. En Judgment Day, The Miz & Morrison derrotaron a Kane & CM Punk, reteniendo los Campeonatos en Parejas de la WWE. En Night of Champions, Miz & Morrison defendieron exitosamente los títulos frente a Finlay & Hornswoggle. Sin embargo, los perdieron en The Great American Bash, ante Curt Hawkins & Zack Ryder en un combate donde también participaron Finlay & Hornswoggle y Jesse & Festus.
El 26 de agosto en ECW venció a Evan Bourne, clasificándose a un Scramble Match por el Campeonato de la ECW. En Unforgiven, participó en el primer ECW Championship Scramble junto al campeón Mark Henry, Chavo Guerrero, Matt Hardy y Finlay, siendo derrotado luego de que Matt Hardy ganara la lucha. Más adelante junto con Morrison entró en un Feudo con Cryme Tyme, saliendo victoriosos en algunas ocasiones como en el evento Cyber Sunday donde fueron elegidos por los aficionados entre dos luchas más por parejas y los derrotaron luego de una pequeña trampa.
En el aniversario de RAW por sus 800 episodios no pudieron derrotar a DX; al día siguiente en la ECW volvieron a perder ante Finlay y Matt Hardy. El 13 de diciembre, en un House Show en Hamilton, Ontario, Miz y Morrison se enfrentaron a los Campeones Mundiales en Parejas CM Punk y Kofi Kingston, derrotándolos y ganando su primer Campeonato Mundial en Parejas. En el Dark Match de Armageddon, Miz & Morrison derrotaron a Jesse & Festus en un combate sin los títulos en juego. Al día siguiente, lograron su primera defensa exitosa frente a Kofi & Punk en la edición del 15 de diciembre de RAW.

#### 2009
En Royal Rumble, Miz participó en el Royal Rumble match, ingresando como el número 13, pero fue eliminado por Triple H. En febrero de 2009, Miz y Morrison se involucraron en un feudo con The Colóns (Carlito y Primo). En el dark match de WrestleMania XXV, Miz & Morrison perdieron los Campeonatos Mundiales en Parejas frente a The Colóns en un Lumberjack match para unificar los Campeonatos Mundiales en Parejas y los Campeonatos en Parejas de WWE. En el episodio del 13 de abril de Raw, The Miz perdió una lucha contra Kofi Kingston debido a la involuntaria interferencia de Morrison, que le dio a Raw una selección durante el Draft. Luego, se reveló que la selección era The Miz y tomó represalias atacando posteriormente a Morrison, finalizando su asociación.

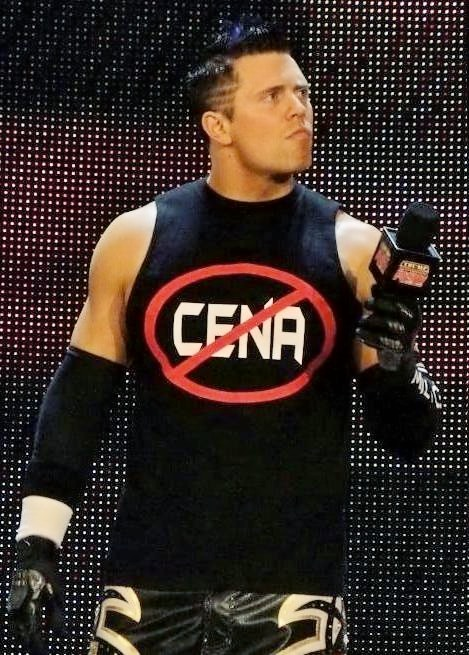
Después de separarse de Morrison, el primer feudo individual de Miz fue contra John Cena.

Miz desafió a John Cena a una lucha en el episodio del 27 de abril de Raw, pero como Cena estaba fuera de acción debido a una lesión, Miz se adjudicó una victoria no oficial por abandono y continuó haciéndolo durante las siguientes semanas, hasta que Cena regresó y lo derrotó en una lucha individual el 28 de junio en The Bash. En Night of Champions, Miz compitió en un Six-Pack Challenge por el Campeonato de Estados Unidos, pero fue derrotado por el campeón, Kofi Kingston. En el episodio del 3 de agosto de Raw, The Miz perdió un Lumberjack match ante Cena, por lo que, en el storyline, se le prohibió ingresar al Staples Center, a la marca Raw y a SummerSlam. La semana siguiente, el 10 de agosto en Raw, Miz compitió enmascarado bajo el nombre The Calgary Kid y ganó un Contract on Pole match contra Eugene, por lo que ganó un contrato en el storyline y se reveló a sí mismo al quitarse la máscara después del combate. Luego, estrenó su nuevo movimiento final, Skull-Crushing Finale, y lo ejecutó en Eugene. Después de quitarse la máscara para revelarse, realizó una promo y debutó su eslogan: "Porque soy The Miz... y soy asombroso".
Luego de eso, Miz tendría más combates por el Campeonato de Estados Unidos, pero fue derrotado por Kingston en Breaking Point en una lucha individual y en Hell in a Cell en un Triple Threat match que también involucró a Jack Swagger, antes de ganar el campeonato en el episodio del 5 de octubre de Raw, al derrotar Kingston en otra lucha individual, ganando su primer campeonato individual en la WWE. En el siguiente evento de pago por visión, Bragging Rights, Miz compitió en una lucha entre marcas contra el Campeón Intercontinental de SmackDown, su antiguo compañero de equipo, John Morrison. El 25 de octubre en el evento, Miz derrotó a Morrison. El mes siguiente en Survivor Series, Miz fue el capitán de un equipo de cinco luchadores en un 5-on-5 Survivor Series Traditional Elimination match y una vez más superó a su excompañero, sobreviviendo en el combate junto con Sheamus y Drew McIntyre.

#### 2010

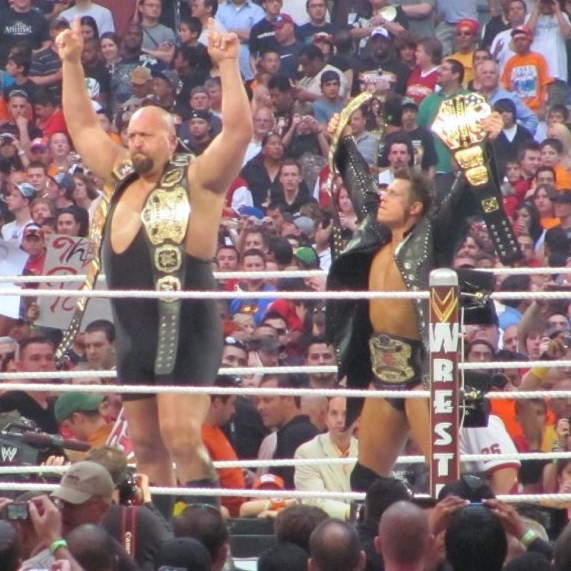
ShoMiz (The Miz y The Big Show) como Campeones Unificados en Parejas de WWE en WrestleMania XXVI. Miz era también Campeón de Estados Unidos en ese momento.

En enero de 2010, The Miz comenzó una rivalidad con MVP que comenzó con un intercambio verbal muy bien recibido entre los dos. Los dos se enfrentaron en una lucha no anunciada por el Campeonato de Estados Unidos en Royal Rumble, con Miz reteniendo el título. Sin embargo, en el Royal Rumble match, MVP se eliminó tanto a sí mismo como a The Miz. Durante este tiempo, Miz formó un equipo con Big Show, más tarde denominado ShoMiz, y en el episodio del 8 de febrero de Raw, los dos derrotados D-Generation X (Triple H & Shawn Michaels) y The Straight Edge Society (CM Punk & Luke Gallows) para convertirse en Campeones Unificados en Parejas de WWE, haciendo a Miz el primer luchador en la historia de la WWE en tener tres campeonatos al mismo tiempo (el Campeonato de Estados Unidos, el Campeonato Mundial en Parejas y el Campeonato en Parejas de WWE). En Elimination Chamber, Miz nuevamente defendió exitosamente el Campeonato de Estados Unidos contra MVP luego de una interferencia de Big Show, poniendo fin a su feudo.
Miz apareció en el programa NXT como el mentor en el storyline de Daniel Bryan. El 28 de marzo en WrestleMania XXVI, ShoMiz derrotó a John Morrison & R-Truth para retener los títulos. El 25 de abril en Extreme Rules, ShoMiz perdió ante The Hart Dynasty en un Gauntlet match, y debido a la estipulación del combate se les otorgó una oportunidad por los títulos, la cual recibirían la noche siguiente en Raw, en donde ShoMiz perdería los títulos. Después de la lucha, Big Show noqueó a Miz y luego fue traspasado a la marca SmackDown debido al Draft, disolviendo el equipo.
En el episodio del 10 de mayo de Raw, Tyson Kidd derrotó a The Miz en una lucha individual, lo que le valió a cualquier miembro de The Hart Dynasty un combate por el Campeonato de Estados Unidos y The Miz, a quien se le permitió elegir a su oponente, eligió enfrentar a Bret Hart. El 17 de mayo en el siguiente episodio de Raw, Hart derrotó a The Miz para ganar el Campeonato de Estados Unidos, a pesar de que Chris Jericho, William Regal y Vladimir Kozlov intentaron interferir en nombre de The Miz. El 23 de mayo en Over the Limit, The Miz se unió a Jericho para enfrentar a The Hart Dynasty en una lucha por los Campeonatos Unificados en Parejas de WWE, pero fueron derrotados. The Miz tuvo una relación tumultuosa con Bryan, quien fue eliminado de NXT el 11 de mayo, aunque regresó la semana siguiente para atacar a The Miz.
The Miz regresó como Pro en la segunda temporada de NXT, para ser el mentor de Alex Riley, siendo el único Pro que regresó. En el episodio del 14 de junio de Raw, The Miz derrotó a R-Truth, John Morrison y Zack Ryder en un Fatal 4-Way match para ganar el Campeonato de Estados Unidos por segunda vez en su carrera y retuvo el campeonato contra R-Truth el 20 de junio en Fatal 4-Way.

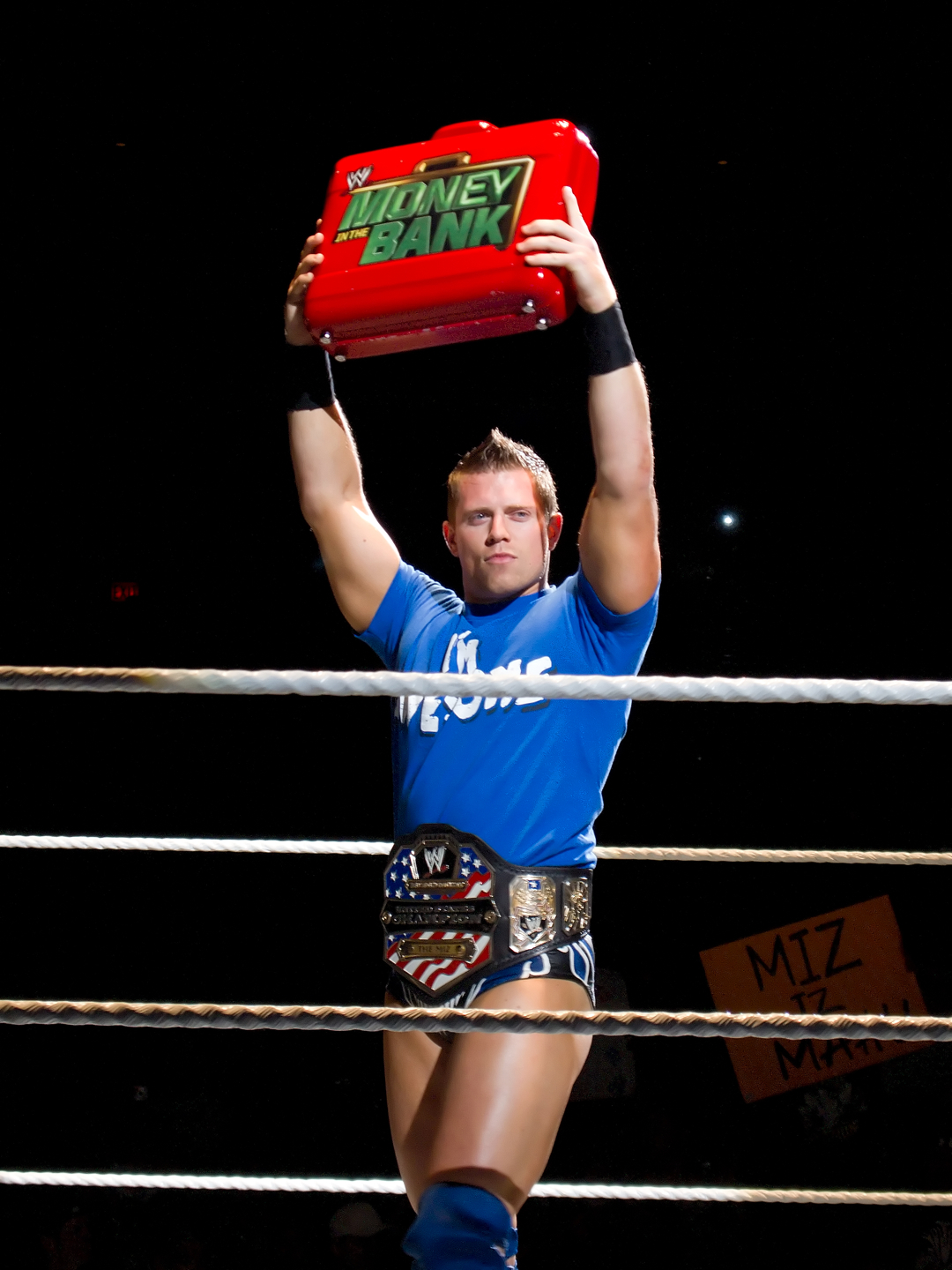
The Miz como Campeón de Estados Unidos y dueño del contrato de Money in the Bank en agosto de 2010. Más tarde, Miz cobraría el maletín de Money in the Bank para ganar el Campeonato de WWE.

El 18 de julio en Money in the Bank, The Miz ganó un Money in the Bank Ladder match para ganar un contrato para una lucha por el Campeonato de WWE que podría utilizar en cualquier momento durante el próximo año y se convirtió en el primer luchador en ganar el Money in the Bank mientras era campeón y el segundo, después de Rob Van Dam, en tener un contrato de Money in the Bank y un título al mismo tiempo. Durante las siguientes semanas, The Miz intentó canjear el contrato de Money in the Bank contra el campeón de WWE Sheamus, pero fue interrumpido continuamente por otros luchadores antes de que pudieran ocurrir los enfrentamientos, lo que significaba que retenía el contrato para un uso futuro. Daniel Bryan regresó a la WWE en SummerSlam, ocupando el lugar de The Miz en el Team WWE, lo que provocó que The Miz lo atacara. Esto hizo que comenzara una rivalidad entre los dos, con The Miz perdiendo el Campeonato de Estados Unidos ante Bryan el 19 de septiembre en Night of Champions. En octubre, Miz derrotó a John Cena (después de una interferencia de Husky Harris y Michael McGillicutty) para convertirse en el capitán del Team Raw, pero el Team Raw (The Miz, R-Truth, John Morrison, Santino Marella, Sheamus, CM Punk y Ezekiel Jackson) no tuvo éxito en derrotar a Team SmackDown en Bragging Rights.
En el episodio del 22 de noviembre de Raw, The Miz cobró su contrato de Money in the Bank tras una exitosa defensa del Campeonato de WWE por parte de Randy Orton contra Wade Barrett para convertirse en el nuevo Campeón de WWE. La semana siguiente, Miz hizo su primera defensa exitosa del título, derrotando a Jerry "The King" Lawler en un Tables, Ladders and Chairs match después de una interferencia de Michael Cole. Defendió con éxito el campeonato el 19 de diciembre en TLC: Tables, Ladders & Chairs al derrotar a Orton en un Tables match tras una interferencia de Alex Riley.

#### 2011
Luego de eso, Miz defendería con éxito el campeonato contra John Morrison en un Falls Count Anywhere match en el episodio del 3 de enero de 2011 de Raw, contra Orton nuevamente en Royal Rumble (gracias a una interferencia de CM Punk) y Lawler el mes siguiente en Elimination Chamber. La noche después de Elimination Chamber, The Miz y John Cena fueron emparejados por el gerente general de anónimo de Raw para enfrentar a The Corre (Justin Gabriel & Heath Slater) en una lucha por los Campeonatos en Parejas de WWE. The Miz y Cena tuvieron éxito en ganar los títulos, pero los perdieron ante The Corre inmediatamente después en una revancha titular luego de que The Miz traicionó a Cena. Esto hizo que su reinado fuera el más corto en la historia de los campeonatos. La semana siguiente en Raw, The Miz perdió a Riley como su aprendiz después de que Cena derrotó a Riley en un Steel Cage match con la estipulación de que si Cena ganaba, Riley sería despedido de su trabajo. Sin embargo, Riley volvería a ser contratado a mediados de marzo, esta vez como "Vicepresidente de Comunicaciones Corporativas" de Miz. El 3 de abril en el evento principal de WrestleMania XXVII, The Miz defendió con éxito el Campeonato de WWE contra Cena, luego de una interferencia de The Rock, quien después atacó a Miz. El 1 de mayo en Extreme Rules, The Miz perdió el Campeonato de WWE ante Cena en un Triple Threat Steel Cage match, el cual también involucró a John Morrison. The Miz recibiría su revancha titular la noche siguiente en Raw, la cual inicialmente ganó para recuperar el campeonato después de golpear a Cena con el cinturón del título; sin embargo, la decisión se invirtió luego de que Riley accidentalmente le revelara el título al árbitro, lo que causó la descalificación de Miz. Luego de eso, no pudo recuperar el campeonato nuevamente luego de perder ante Cena en un "I Quit" match el 22 de mayo en Over the Limit.

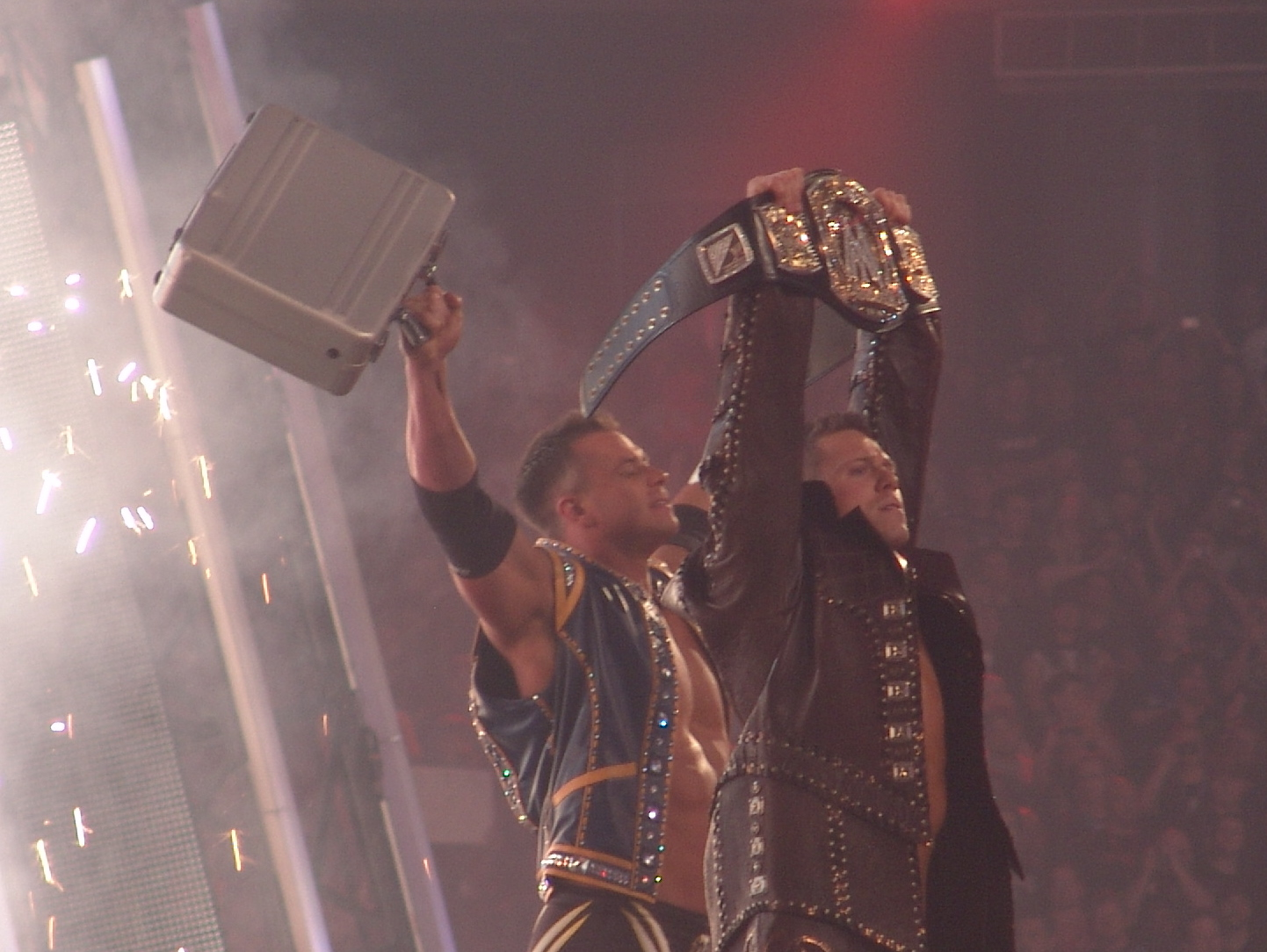
The Miz (derecha) defendió con éxito el Campeonato de WWE en WrestleMania XXVII en abril de 2011.

La noche siguiente en Raw, el gerente general anónimo de Raw rechazó la petición de The Miz para otro combate por el Campeonato de WWE. Miz culpó a Riley por no poder recuperar el Campeonato de WWE, por lo que Riley lo atacó y cambió a face en el proceso. En Capitol Punishment, Miz se enfrentó a Riley en una lucha individual, donde fue derrotado. Luego de eso, Miz pasó a perder contra Riley en varios combates individuales y por equipos. En julio, Miz no logró ganar el Raw Money in the Bank Ladder match en Money in the Bank, ya que el combate fue ganado por Alberto del Río. Luego de eso, Miz participaría en un torneo para coronar al nuevo Campeón de WWE, derrotando a Riley y Kofi Kingston para avanzar a la final, donde perdió ante Rey Mysterio. En SummerSlam, The Miz se asoció con R-Truth & Alberto Del Rio para enfrentar a Mysterio, Kingston & John Morrison, pero fueron derrotados.

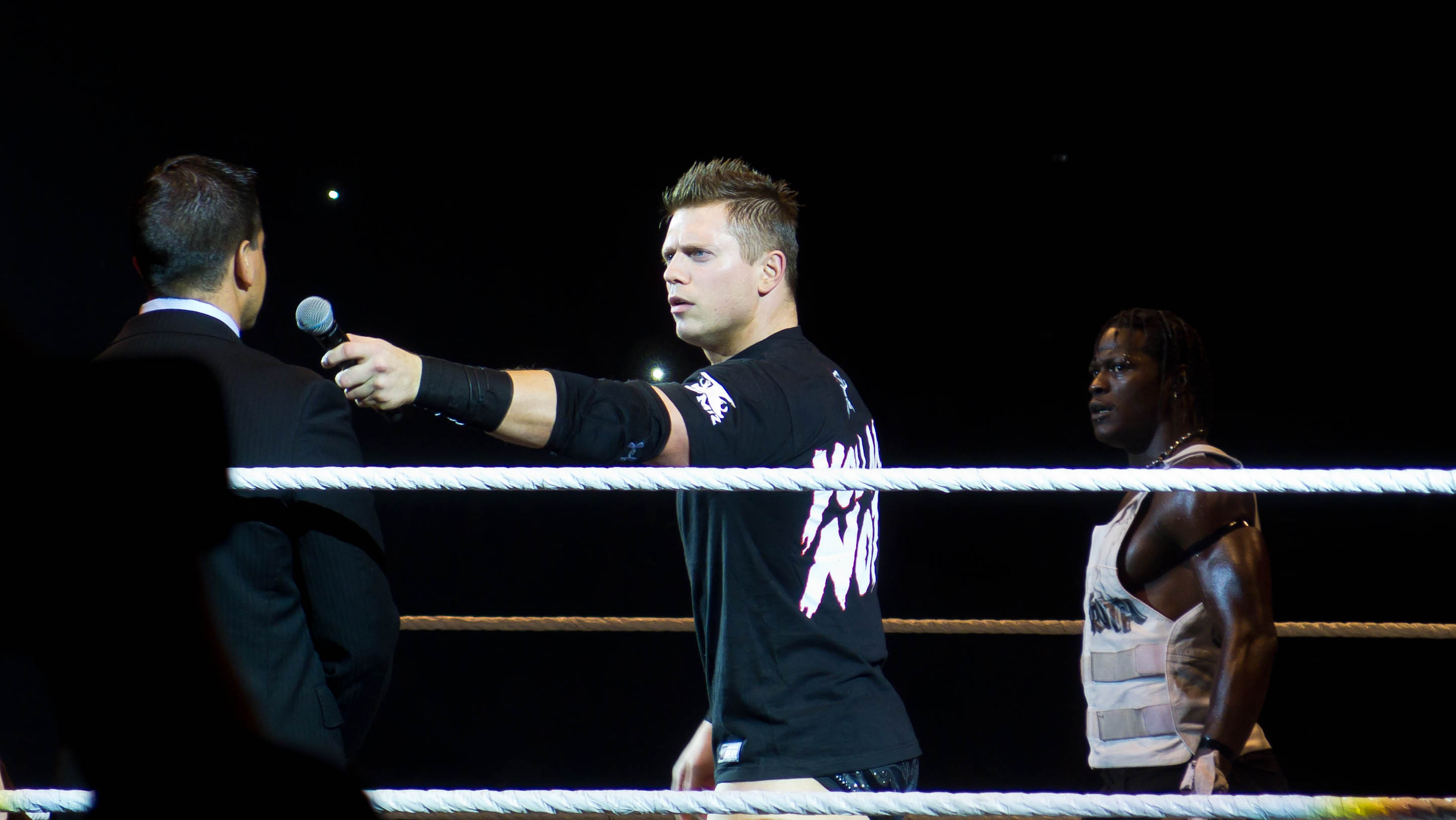
En 2011, Miz formó parte de un equipo de corta duración con R-Truth (derecha) conocido como The Awesome Truth.

En el episodio del 22 de agosto de Raw, Miz y R-Truth atacaron a Santino Marella antes de su combate. Luego, realizaron una promo acordando que había una conspiración en la WWE para mantenerlos a ambos fuera de la imagen del evento principal, y declararon que, juntos, aprovecharían cualquier oportunidad futura. Comenzaron a referirse a sí mismos como The Awesome Truth. En Night of Champions, después de que el árbitro se distrajera mientras The Miz intentaba hacer un pinfall, Miz lo atacó, lo que hizo que Awesome Truth perdiera una lucha por los Campeonatos en Parejas de WWE ante Air Boom (Kofi Kingston & Evan Bourne) por descalificación. En busca de retribución, Miz y Truth atacaron a Triple H y CM Punk durante su No Disqualification match en el evento principal. Debido a sus acciones de la noche anterior, R-Truth y The Miz fueron despedidos por Triple H en el episodio del 19 de septiembre de Raw. Al concluir el evento principal de Hell in a Cell, R-Truth y The Miz saltaron la barricada con sudaderas negras con capucha y entraron a la celda de Hell in a Cell mientras se elevaba. Luego, usaron armas para atacar a Alberto del Río, CM Punk, John Cena, al árbitro y a los camarógrafos mientras la celda bajaba nuevamente. Después de esto, todo el elenco de luchadores de la WWE liderado por Triple H salió para encontrar una forma de ingresar a la celda, antes de que los oficiales del Departamento de Policía de Nueva Orleans pudieran abrir la puerta y arrestarlos. Los dos más tarde publicaron un video en YouTube disculpándose ante el Universo de WWE por sus acciones. John Laurinaitis reincorporó a The Miz y R-Truth en el episodio del 10 de octubre de Raw. En Vengeance, Miz & R-Truth derrotaron a CM Punk & Triple H en una lucha por equipos, después de la interferencia del amigo de Triple H, Kevin Nash. Más tarde, esa noche, atacaron a John Cena durante su combate por el Campeonato de WWE contra Alberto del Río. El 20 de noviembre en Survivor Series, The Awesome Truth fue derrotado por John Cena & The Rock. En el episodio del 21 de noviembre de Raw, Cena instigó una discusión entre R-Truth y Miz, lo que dio lugar a que Miz le aplicara un Skull Crushing Finale a Truth en el escenario. Eso fue un pretexto para explicar la ausencia de R-Truth durante su suspensión como resultado de su violación de la Política de Bienestar.
En el episodio del 28 de noviembre de Raw, Miz derrotó a John Morrison en un Falls Count Anywhere match después de aplicarle un Skull Crushing Finale en el escenario. El 5 de diciembre en Raw, Miz clasificó a un Triple Threat Tables, Ladders and Chairs match por el Campeonato de WWE contra Alberto del Rio y CM Punk en TLC: Tables, Ladders & Chairs después de obtener una victoria sobre Randy Orton por cuenta fuera, pero no tuvo éxito en ganar el campeonato en el evento.

#### 2012

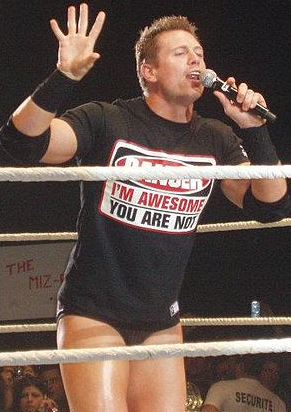
The Miz en un evento en vivo de la WWE en 2012.

El 29 de enero de 2012 en Royal Rumble, Miz ingresó al Royal Rumble match como el primer participante, anotando dos eliminaciones y durando más de 45 minutos antes de que Big Show lo eliminara. El 19 de febrero en Elimination Chamber, Miz compitió en un Elimination Chamber match por el Campeonato de WWE, el cual ganó CM Punk. Desesperado por un lugar en el carte de WrestleMania XXVIII, Miz se unió al equipo de John Laurinaitis para un 12-man Tag Team match contra el equipo de Theodore Long después de salvar a Laurinaitis de Santino Marella. En el evento, Miz obtuvo la victoria para el equipo de Laurinaitis después de cubrir a Zack Ryder con ayuda de Eve, terminando su racha de veinte derrotas consecutivas desde 2011. Sin embargo, en el pre-show de Extreme Rules, Miz fue derrotado por Marella en una lucha por el Campeonato de Estados Unidos. Luego de eso, Miz pasó a perder un Battle Royal y una lucha individual contra Brodus Clay el 20 de mayo en Over the Limit.
Después de una ausencia de dos meses, The Miz regresó en Money in the Bank como participante de último minuto en el WWE Championship Money in the Bank Ladder match, el cual fue ganado por John Cena. En Raw 1000th Episode, Miz derrotó a Christian para ganar su primer Campeonato Intercontinental, convirtiéndose en el vigésimo quinto Campeón de Triple Corona y en Campeón Grand Slam en el proceso. Miz defendió con éxito el campeonato contra Rey Mysterio el 19 de agosto en SummerSlam, y en un Fatal 4-Way match contra Mysterio, Cody Rhodes y Sin Cara el 16 de septiembre en Night of Champions, antes de perder el campeonato ante Kofi Kingston en el primer episodio de Main Event, terminando su reinado a los 85 días. Miz no pudo recuperar el título en dos revanchas titulares contra Kingston, en Hell in a Cell y en el episodio del 6 de noviembre de SmackDown.
Después de su derrota ante Kofi Kingston, The Miz se convirtió en face por primera vez desde 2006 cuando se unió al equipo de Mick Foley para enfrentar al equipo de Dolph Ziggler en un 5-on-5 Survivor Series Traditional Elimination match en Survivor Series después de confrontar a Paul Heyman en el episodio del 12 de noviembre de Raw. En el evento, Miz eliminó a Wade Barrett antes de ser eliminado por Alberto del Río. En los próximos meses, su cambio a face no fue bien recibido por los críticos, quienes comentaron que Miz, como face, era muy similar a su versión heel porque era "aún engreído, arrogante y egoísta". Otras críticas fueron que Miz era "juvenil", "que carecía de profundidad", "que no le agradaba a la audiencia" y que "no hubo ese momento en que cambió oficialmente y alineó sus valores con los de la audiencia". En TLC: Tables, Ladders & Chairs, Miz se alió a Alberto del Río & The Brooklyn Brawler para enfrentar y derrotar a 3MB (Heath Slater, Drew McIntyre & Jinder Mahal).

#### 2013
A inicios de 2013, Miz comenzó un feudo con el campeón de Estados Unidos Antonio Cesaro, luego de que Cesaro insultara a Estados Unidos. Durante ese feudo, Ric Flair se convirtió en su mentor y Miz adoptó el Figure-Four Leglock de Flair como un nuevo movimiento final. The Miz se enfrentó a Cesaro en luchas por el Campeonato de Estados Unidos en el kick-off de Royal Rumble, en Elimination Chamber y en el episodio del 3 de marzo de SmackDown (en un 2-out-of-3 Falls match), pero fue derrotado en cada una de ellas.
Luego de eso, Miz estuvo en busca del Campeonato Intercontinental de Wade Barrett. Miz perdió un Triple Threat match por el título contra Barrett y Chris Jericho en el episodio del 18 de marzo de Raw, pero derrotó a Barrett en una lucha no titular para ganar otra oportunidad por el título. Miz capturó el título al derrotar a Barrett en el pre-show de WrestleMania 29, solo para perder el título ante él la noche siguiente en Raw. En el pre-show de Extreme Rules, Miz derrotó a Cody Rhodes. Tras eso, Miz no pudo recuperar el Campeonato Intercontinental en Payback en un Triple Threat match contra Barrett y Curtis Axel, así como en Money in the Bank en una lucha contra Axel.
El 18 de agosto, The Miz fue el anfitrión de SummerSlam, durante el cual tuvo un encuentro con Fandango, comenzando un feudo entre los dos. Miz pasó a derrotar a Fandango en el episodio del 2 de septiembre de Raw y el 15 de septiembre en Night of Champions. La noche siguiente en Raw, Miz fue atacado por Randy Orton frente a sus padres, resultando lesionado (kayfabe). Cuando Miz regresó en octubre, perdió rápidamente ante Orton. Después de eso, Miz inició un pequeño feudo con The Wyatt Family, quienes lo interrumpieron durante una edición de su segmento "Miz TV". En Hell in a Cell, Miz estaba programado para enfrentarse a Bray Wyatt, pero la lucha no se llevó a cabo debido a una interferencia de Luke Harper y Erick Rowan. Tras la interferencia, fue atacado por Kane, quien hacía su regreso. Debido a eso, Miz se enfrentó a Kane en una lucha individual, pero fue derrotado. Luego de eso, Miz comenzó un feudo con Kofi Kingston, derrotándolo en el pre-show de Survivor Series, pero perdiendo un No Disqualification match en TLC: Tables, Ladders & Chairs para terminar el feudo.

#### 2014
El 26 de enero de 2014 en Royal Rumble, Miz participó en el Royal Rumble match, ingresando como el número 18, pero fue eliminado por Luke Harper. La noche siguiente en Raw, Miz fue derrotado por Dolph Ziggler en una lucha que fue llamada "The Battle of Cleveland". En febrero, Miz irrumpió durante los combates para quejarse de su falta de tiempo en la televisión y afirmar que debería estar en aquellos combates. Miz participó en el André the Giant Memorial Battle Royal en WrestleMania XXX, pero fue eliminado por Santino Marella.

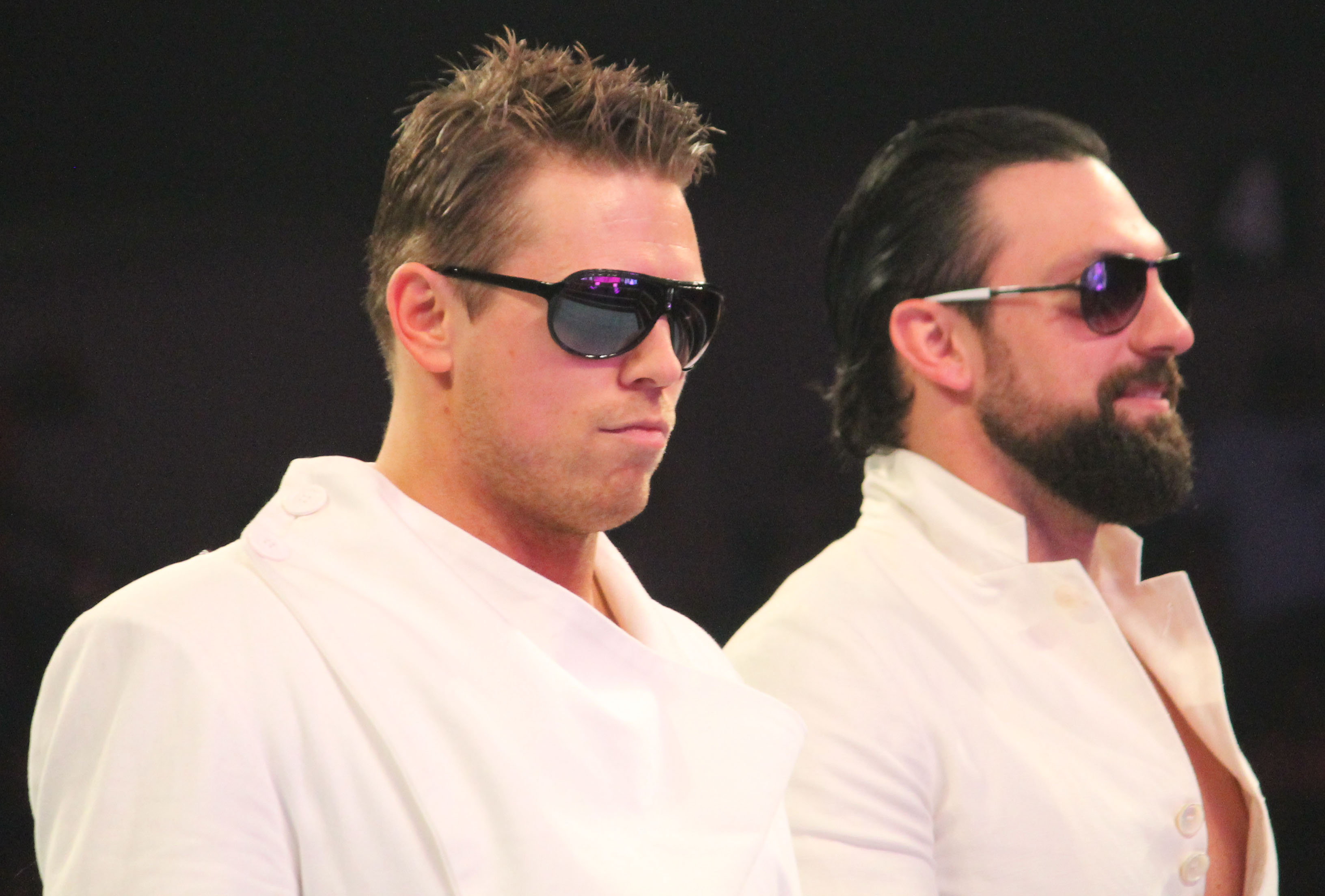
En junio de 2014, The Miz adoptó una personalidad de estrella de cine, incorporando a Damien Sandow como su "doble de acción" (conocido como Damien Mizdow).

Después de una ausencia de dos meses filmando The Marine 4: Moving Target, The Miz regresó como heel primera vez desde 2012, en el episodio del 30 de junio de Raw e inmediatamente comenzó a insultar a la multitud y personificó el gimmick una estrella de cine, antes de ser interrumpido por el regreso Chris Jericho, quien derrotó a Miz en su lucha de regreso el 7 de julio en Raw. El 20 de julio en Battleground, Miz ganó un Battle Royal después de eliminar finalmente a Dolph Ziggler para ganar el Campeonato Intercontinental (el cual se encontraba vacante) por tercera vez en su carrera. El 17 de agosto en SummerSlam, Ziggler derrotó a Miz para ganar el título, terminando el reinado de Miz a los 28 días. Más tarde, ese mismo mes, Damien Sandow comenzó a aparecer junto a Miz como su "doble de acción" (imitando todos los movimientos y gestos de Miz) y posteriormente fue catalogado como Damien Mizdow. El 21 de septiembre en Night of Champions, Miz derrotó a Ziggler para recuperar el Campeonato Intercontinental, solo para perder el título ante Ziggler en una revancha titular la noche siguiente en Raw. Después de derrotar a Sheamus varias veces con la ayuda de Mizdow, Miz se enfrentó a Sheamus en una lucha por el Campeonato de Estados Unidos el 26 de octubre en Hell in a Cell, pero no tuvo éxito en ganar el título.
El 23 de noviembre en Survivor Series, Miz & Mizdow ganaron los Campeonatos en Parejas de WWE al ganar un Fatal 4-Way match contra los campeones defensores Gold & Stardust, The Usos y Los Matadores. La noche siguiente en Raw, Miz & Mizdow tuvieron su primera defensa titular exitosa ante Gold & Stardust en una revancha titular. Cuatro noches después en SmackDown, Miz participó en un Battle Royal por el Campeonato de Estados Unidos, el cual ganó el campeón Rusev. El 14 de diciembre en TLC: Tables, Ladders & Chairs, Miz & Mizdow perdieron por descalificación ante The Usos en una lucha por los títulos después de que Miz golpeó a Jimmy Uso con un Slammy Award, por lo que retuvieron los títulos. Sin embargo, en el episodio del 29 de diciembre de Raw, Miz & Mizdow perdieron los títulos ante The Usos.

#### 2015
El 25 de enero de 2015 en Royal Rumble, Miz y Mizdow no lograron recuperar los títulos al ser derrotados por The Usos. Esa misma noche, Miz fue el primer participante en ingresar en el Royal Rumble match, pero fue eliminado por Bubba Ray Dudley. Cuando Mizdow hizo su entrada para entrar al combate, The Miz intentó evitar su entrada pero fue detenido por Roman Reigns, por lo que Mizdow ingresó al combate. Mizdow duró 18 segundos en el combate antes de ser eliminado por Rusev. Después de que Mizdow comenzó a recibir más atención de la audiencia, Miz relegó a Mizdow a su asistente personal por despecho. Luego de eso, Miz y Mizdow participaron en el André the Giant Memorial Battle Royal el 29 de marzo en WrestleMania 31, el cual Miz no logró ganar luego de ser eliminado por Mizdow, disolviendo su asociación. La noche siguiente en Raw, Miz atacó a Mizdow después de su lucha contra Stardust. Como venganza, Mizdow atacó y noqueó a Miz luego de su combate contra R-Truth. Finalmente, en el episodio del 20 de abril de Raw, derrotó a Mizdow en una lucha donde el ganador obtendría todos los derechos del nombre y la marca de "The Miz", con ayuda de Summer Rae.
Después de tomarse un tiempo de descanso, Miz regresó en Elimination Chamber, entrevistando a Daniel Bryan en una edición de "Miz TV", antes de ser atacado por Macho Mandow y Axelmania (Damien Sandow y Curtis Axel). La noche siguiente en Raw, Miz estaba programado para enfrentarse al Campeón Intercontinental Ryback en una lucha no titular, sin embargo, Big Show hizo su regreso y le aplicó un K.O. Punch a Miz, por lo que la lucha nunca comenzó. En Money in the Bank, Miz interfirió en la lucha por el Campeonato Intercontinental entre Ryback y Big Show, causando la descalificación. La noche siguiente en Raw, Miz derrotó a Big Show por cuenta fuera. En Battleground, se suponía que Ryback defendería el título contra Miz y Big Show en un Triple Threat match, pero el combate fue pospuesto debido a que Ryback no estaba en condiciones de competir debido a una lesión. Miz aprovechó eso para insultar a Ryback y especialmente a Big Show, quien ingresó al ring y noqueó a Miz. El 23 de agosto en SummerSlam, se llevó a cabo el Triple Threat match por el Campeonato Intercontinental, donde Miz se enfrentó a Ryback y Big Show, pero no logró ganar el título. Durante los siguientes meses, Miz sufrió derrotas ante luchadores como Cesaro y Dolph Ziggler. El 22 de noviembre en Survivor Series, Miz compitió en un 5-on-5 Survivor Series Traditional Elimination match junto con The Cosmic Wasteland (Stardust & The Ascension) & Bo Dallas, pero su equipo fue derrotado por The Dudley Boyz, Goldust, Neville & Titus O'Neil.

#### 2016
El 24 de enero de 2016 en Royal Rumble, Miz participó en el Royal Rumble match por el Campeonato Mundial Peso Pesado de WWE de Roman Reigns, ingresando como el número 25 y durando casi 9 minutos antes de ser eliminado por Reigns. En el episodio del 1 de febrero de Raw, Miz entrevistó al debutante AJ Styles en una edición de "Miz TV" e intentó convencerlo de volverse un heel, pero después de una respuesta negativa y un posterior ataque ambos se enfrentaron en una lucha individual, en la cual Miz fue derrotado. Durante las siguientes semanas, Miz fue derrotado por Styles y Chris Jericho en luchas individuales.

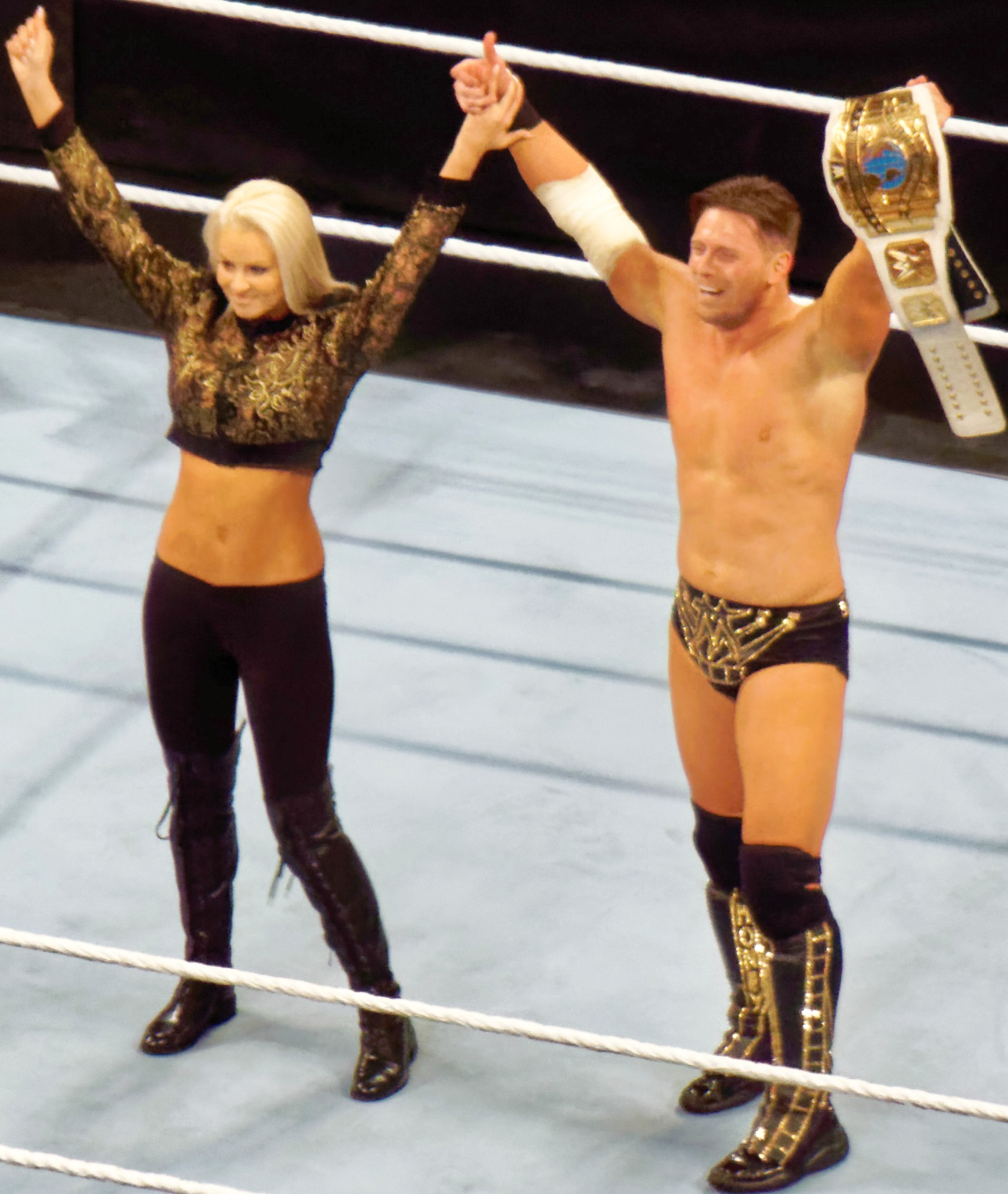
The Miz celebrando junto a Maryse después de ganar su quinto Campeonato Intercontinental en abril de 2016.

El 3 de abril en WrestleMania 32, Miz compitió en un Ladder match de siente hombres por el Campeonato Intercontinental, el cual fue ganado por Zack Ryder. En el episodio de Raw posterior a WrestleMania 32, Miz ganó el Campeonato Intercontinental por quinta vez en su carrera, después de que su esposa Maryse regresara a la WWE y distrajera a Ryder abofeteando a su padre, convirtiéndose así en su mánager en el proceso. Durante las siguientes semanas, Miz y Maryse comenzaron a realizar varios promos durante los segmentos de "Miz TV", mientras se llamaban a sí mismos la pareja "it". El 1 de mayo en Payback, Miz derrotó a Cesaro para retener el campeonato después de que Cesaro se distrajera con Kevin Owens y Sami Zayn peleando en ringside, lo que provocó un feudo por el Campeonato Intercontinental entre los cuatro hombres. El 22 de mayo en Extreme Rules, Miz retuvo exitosamente el campeonato contra Cesaro, Sami Zayn y Kevin Owens en un Fatal 4-Way match muy aclamado, cuando Miz cubrió a Cesaro. La noche siguiente en Raw, Miz no logró clasificar en el Money in the Bank Ladder match cuando fue derrotado por Cesaro, por lo que se estableció otra lucha por el campeonato entre los dos para el episodio de SmackDown de esa misma semana, la cual ganó Miz. Después de eso, Miz y Maryse comenzaron a filmar The Marine 5: Battleground, lo que los mantuvo alejados de la acción. Ambos regresaron en el episodio del 27 de junio de Raw, donde Miz perdió ante Kane en una lucha por el campeonato a través de una cuenta fuera. El 24 de julio en Battleground, el combate por el Campeonato Intercontinental entre Miz y Darren Young terminó en doble descalificación luego de que The Miz empujó a Bob Backlund (el mentor de Darren Young) y Young lo atacó. El 19 de julio, debido al Draft y a la nueva separación de marcas, Miz junto con Maryse fue reclutado por SmackDown, y el Campeonato Intercontinental se convirtió en un título exclusivo de esa marca. El 21 de agosto en SummerSlam, Miz defendió con éxito el campeonato contra Apollo Crews.
En el episodio del 23 de agosto de Talking Smack, The Miz realizó una elogiada contra el gerente general de SmackDown, Daniel Bryan, por llamarlo cobarde. Miz lo llamó "cobarde" por no regresar al ring cuando le prometió a los fanáticos que lo haría, antes de decirle que "regrese a los salones de bingo con sus amigos independientes". El 11 de septiembre en Backlash, Miz defendió exitosamente el título contra Dolph Ziggler luego de que Maryse roció una sustancia desconocida en Ziggler mientras el árbitro estaba distraído. Posteriormente, The Miz siguió culpando a Bryan y se comprometió a no defender el Campeonato Intercontinental en ningún espectáculo hasta que se le concediera un contrato de "renegociación". El 9 de octubre en No Mercy, Miz perdió el Campeonato Intercontinental ante Ziggler en un combate por su título contra la carrera de Ziggler luego de que Maryse y The Spirit Squad (Kenny y Mikey), fueran expulsados de ringside, lo que terminó el reinado de Miz a los 188 días. El 15 de noviembre en el episodio número 900 de SmackDown, Maryse ayudó a Miz a ganar el campeonato por sexta vez. Miz defendió con éxito el título contra Sami Zayn (de la marca Raw) el 20 de noviembre en Survivor Series, luego de que Maryse sonara la campana prematuramente, causando una distracción. Miz se enfrentó a Ziggler una vez más en un Ladder match por el campeonato el 4 de diciembre en TLC: Tables, Ladders & Chairs, el cual Miz ganó para terminar el feudo.

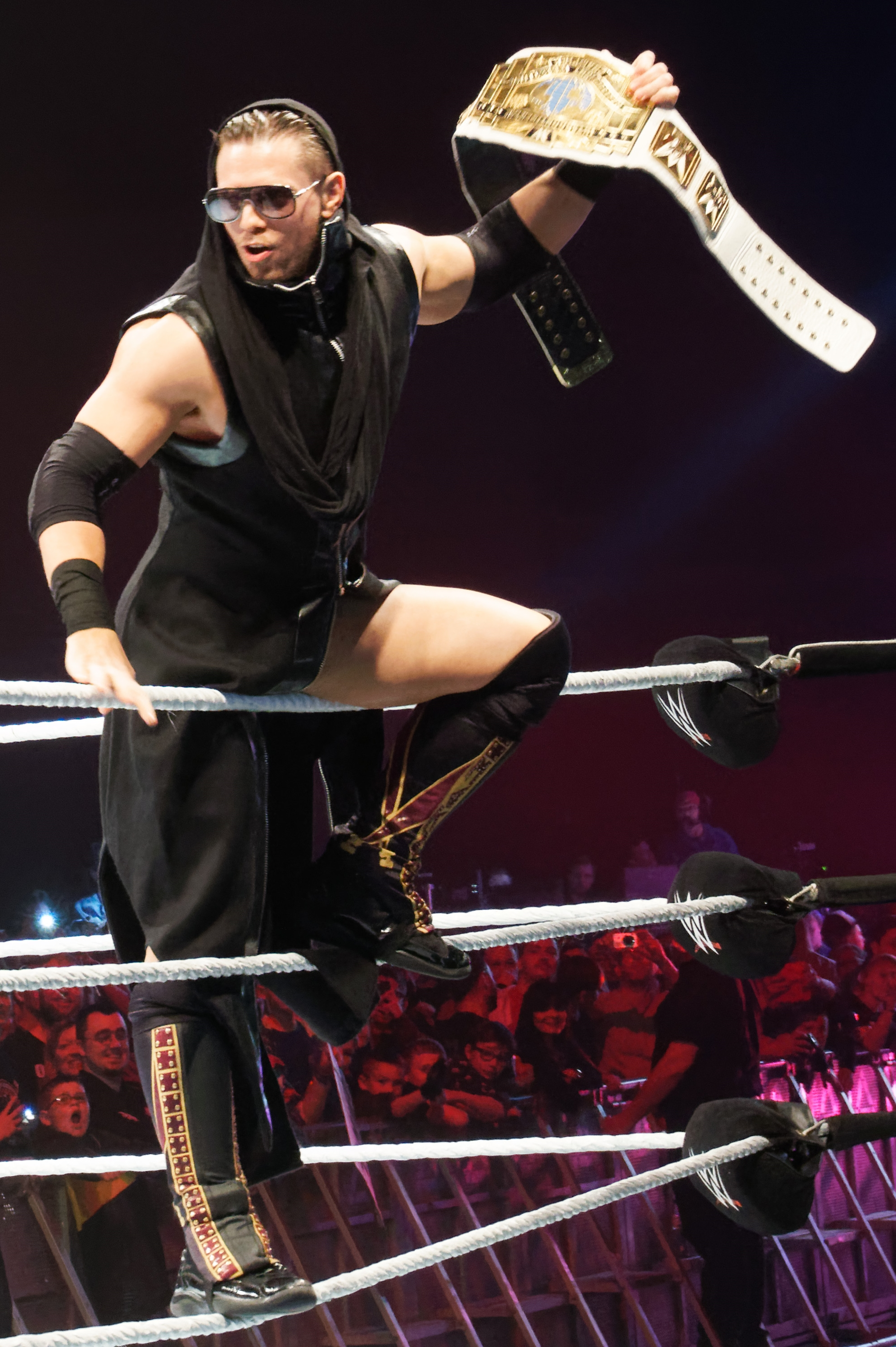
The Miz como Campeón Intercontinental en abril de 2016.

En el episodio del 6 de diciembre de SmackDown, Miz defendió con éxito el título contra Dean Ambrose luego de una interferencia de Maryse y una distracción de James Ellsworth. Dos semanas después en SmackDown, Miz defendió con éxito el campeonato contra Apollo Crews. Después del combate, Miz fue entrevistado por Renee Young, donde Miz respondió sarcásticamente al revelar la relación amorosa de la vida real de Young y Ambrose, lo que la impulsó a darle una bofetada.

#### 2017
En el episodio del 3 de enero de 2017 de SmackDown, Miz perdió el Campeonato Intercontinental ante Ambrose a pesar de una interferencia de Maryse. El 29 de enero en Royal Rumble, Miz ingresó al Royal Rumble match como el número 15 y duró 32 minutos hasta que fue eliminado por The Undertaker. El episodio del 31 de enero de SmackDown, Miz se reveló como uno de los participantes del Elimination Chamber match por el Campeonato de WWE que tuvo lugar el 12 de febrero en Elimination Chamber, donde Miz perdió después de que John Cena lo eliminara. En el episodio del 21 de febrero de SmackDown, Miz participó en un Battle Royal de diez hombres para determinar al retador por el Campeonato de WWE de Bray Wyatt, pero fue eliminado por Cena. En el episodio del 28 de febrero de SmackDown, Miz y Maryse hicieron una edición especial de "Miz TV" para criticar los poderes de Cena en el ambiente tras bastidores antes de que Maryse abofeteara a Cena y Nikki Bella, la novia de Cena, viniera a salvarlo. En el episodio del 14 de marzo de SmackDown, después de un enfrentamiento entre Miz y Maryse contra Cena y Nikki, el gerente general de SmackDown, Daniel Bryan, programó un Mixed Tag Team match entre las dos parejas para WrestleMania 33, el cual Miz y Maryse perdieron.
El 10 de abril, Miz fue traspasado a la marca Raw junto con Maryse debido al Superstar Shake-up, donde hicieron su debut la misma noche vestidos como Cena y Nikki, antes de ser confrontados por el campeón Intercontinental Dean Ambrose, quien también fue traspasado a Raw como parte del Superstar Shake-up. El 4 de junio en Extreme Rules, derrotó a Ambrose para ganar el Campeonato Intercontinental por séptima vez en su carrera.
En el episodio del 5 de junio de Raw, un segmento de celebración en el ring patrocinado por Maryse, Miz atacó y destruyó el regalo de Maryse, un reloj de su abuelo, ya que Miz pensó que sería Ambrose dentro de las envolturas del regalo. En el episodio del 19 de junio de Raw, Maryse fue la invitada especial en "Miz TV", donde Miz se disculpó por los eventos anteriores, pero llegó a usarla como un escudo para protegerse de Ambrose, lo que provocó que Maryse se tirara champaña en la ropa y luego destruyera el reloj de su abuelo que había restaurado, lo que llevó a Maryse a abandonarlo nuevamente al marcharse del ring. Posteriormente, Bo Dallas y Curtis Axel, a quienes Miz se había acercado a primera hora de la noche para ofrecer convertirlos en "las estrellas que (ellos) merecían ser" si se convertían en su "séquito", revelaron que se habían escondido en trajes de oso durante el segmento, aliándose con Miz en un ataque contra Dean Ambrose. En el episodio del 26 de junio de Raw, Miz & The Miztourage (Dallas & Axel) se enfrentaron a Ambrose, Heath Slater & Rhyno, saliendo victoriosos. El 3 de julio en Raw, luego de una discusión entre los dos, el gerente general de Raw, Kurt Angle, programó dos defensas del Campeonato Intercontinental: Miz defendió exitosamente el campeonato contra Slater esa misma noche y contra Dean Ambrose el 9 de julio en Great Balls of Fire, debido a una interferencia de The Miztourage. El 20 de agosto en el pre-show de SummerSlam, Miz & The Miztourage derrotaron a Jason Jordan & The Hardy Boyz (Jeff Hardy & Matt Hardy) en un Six-man Tag Team match. En el episodio del 28 de agosto de Raw, Miz defendió con éxito el título ante Jeff Hardy.
En el episodio del 18 de septiembre de Raw, Jason Jordan se convirtió en el contendiente número uno por el campeonato de Miz después de ganar un Six-Pack Challenge. El 24 de septiembre en No Mercy, Miz retuvo con éxito el campeonato contra Jordan. En el episodio del 2 de octubre de Raw, Miz retuvo el Campeonato Intercontinental después de que Roman Reigns fue descalificado tras una interferencia de Cesaro y Sheamus. Miz se alió con Cesaro, Sheamus, Kane y Braun Strowman para ir en contra del reformado grupo The Shield y Kurt Angle (quien reemplazó a Roman Reigns después de que no fuera autorizado médicamente para competir) en un 5-on-3 Handicap Tables, Ladders and Chairs match el 22 de octubre en TLC: Tables, Ladders & Chairs, pero fueron derrotados. En noviembre, Miz se enfrentó al Campeón de Estados Unidos Baron Corbin (de SmackDown) en Survivor Series, en una lucha entre campeón y campeón, la cual perdió. La noche siguiente en Raw, Miz perdió ante Roman Reigns en una lucha por el Campeonato Intercontinental, terminando su reinado titular a los 169 días. Luego de eso, Miz se tomó un tiempo fuera para filmar la película The Marine 6: Close Quarters.

#### 2018

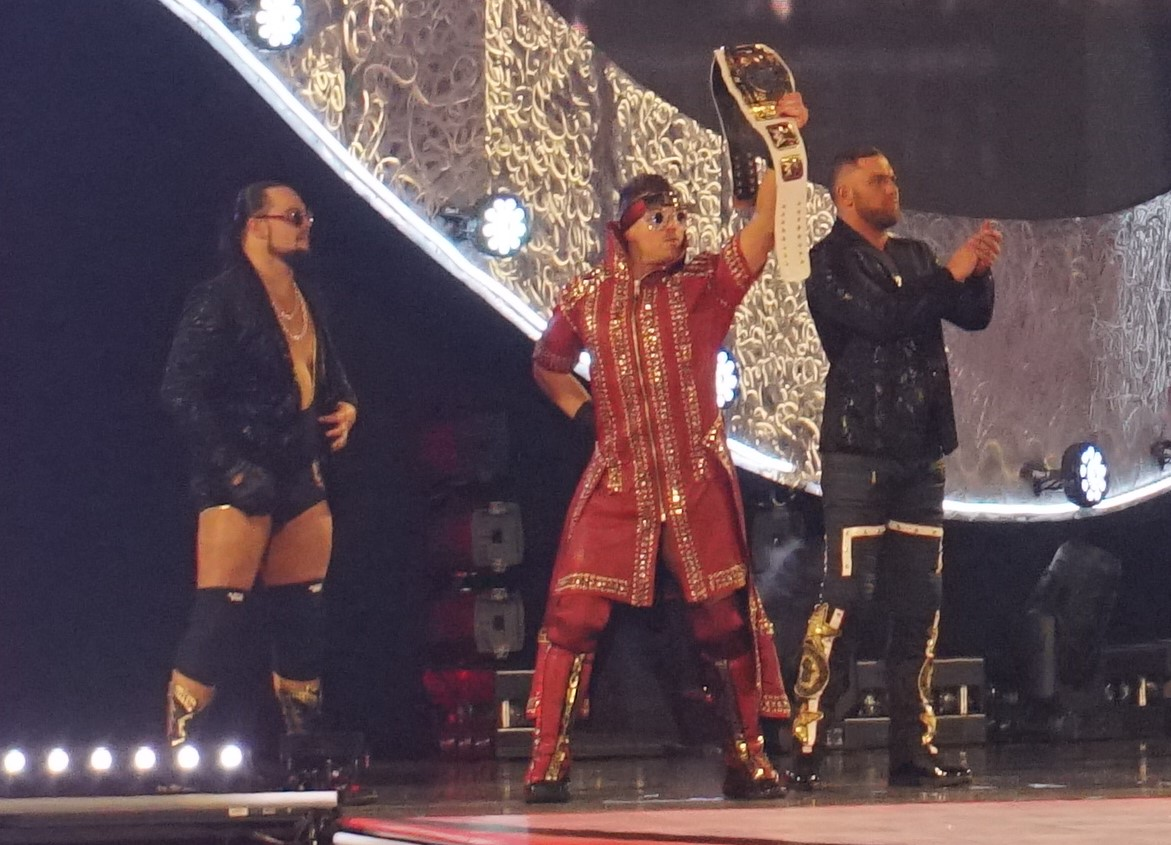
Miz (en el centro) junto con The Miztourage como Campeón Intercontinental en WrestleMania 34.

The Miz regresó en el episodio del 8 de enero de 2018 de Raw, presentando una edición de "Miz TV". En el 25 aniversario de Raw, derrotó a Roman Reigns para ganar su octavo Campeonato Intercontinental. Luego de eso, Miz participó en el Royal Rumble match el 28 de enero en Royal Rumble, pero no pudo ganar el combate después de ser eliminado por el esfuerzo combinado de Reigns y Seth Rollins. La noche siguiente en Raw, Miz derrotó a Reigns en una revancha para retener el título. En el episodio del 5 de febrero de Raw, Miz derrotó a Apollo Crews para clasificar en un Elimination Chamber match en Elimination Chamber para determinar al contendiente número uno al Campeonato Universal de WWE de Brock Lesnar, donde fue el primer luchador eliminado después de durar más de 20 minutos. En paralelo a sus actividades como luchador individual, Miz participó en el torneo Mixed Match Challenge, con Asuka como su compañera en apoyo de la organización benéfica Rescue Dogs Rock. Derrotaron a los equipos de Big E & Carmella el 23 de enero, y a Finn Bálor & Sasha Banks el 27 de febrero. El 20 de marzo en las semifinales, derrotaron al equipo de Braun Strowman & Alexa Bliss para clasificar a las final. El 4 de abril, derrotaron a Bobby Roode & Charlotte Flair en la final para ganar el torneo y ganar $100,000 para su organización benéfica. El 8 de abril en WrestleMania 34, Miz perdió el Campeonato Intercontinental ante Seth Rollins en un Triple Threat match que también involucraba a Finn Bálor, sufriendo su primera derrota por pinfall en WrestleMania.
El 16 de abril, durante el Superstar Shake-up, Miz fue traspasado a SmackDown. Más tarde esa noche, en su último combate como parte del elenco de Raw, Miz se asoció con The Miztourage, Kevin Owens & Sami Zayn para enfrentar a Seth Rollins, Finn Bálor, Braun Strowman, Bobby Roode & Bobby Lashley en un Ten-man Tag Team match; su equipo perdió después de que The Miztourage lo abandonara, terminando su asociación con ellos definitivamente. Miz no lograría recuperar el Campeonato Intercontinental de Rollins en un Ladder match que también involucró a Finn Bálor y Samoa Joe en el evento Greatest Royal Rumble, y posteriormente en Backlash, donde fue derrotado por Rollins en una lucha individual.
En el episodio del 8 de mayo de SmackDown, Miz derrotó al Campeón de Estados Unidos Jeff Hardy para clasificar en el Men's Money in the Bank Ladder match en Money in the Bank. En el evento, Miz no logró ganar el combate. A lo largo de julio y agosto, Miz se burlaba y persuadía a su rival de muchos años, Daniel Bryan. Después de rechazar inicialmente un desafío de Bryan, más tarde lo aceptaría, lo que los llevó a una lucha en SummerSlam. En el evento, Miz derrotó a Bryan, después de cubrirlo luego de un uso no detectado de un par de nudillos de bronce. Después de SummerSlam, Miz se burló de Bryan dando un discurso falso de jubilación. Miz pasaría a anunciar que se retiró oficialmente de enfrentarse a Bryan antes de que Bryan y su esposa Brie Bella, quien regresaba, anunciaran que la gerente general de SmackDown, Paige, había reservado a Miz y su esposa Maryse en un Mixed Tag Team match contra Bryan y Bella en Hell in a Cell. En el evento, Miz & Maryse ganaron el combate después de que Maryse cubrió a Bella. Después de ese combate, se anunció que Miz y Bryan se enfrentarían una vez más en el evento Super Show-Down y que el ganador obtendría un futuro combate por el Campeonato de WWE. En el evento, Miz fue derrotado por Bryan.
El 16 de octubre en el episodio número 1000 de SmackDown, Miz derrotó a Rusev gracias a una interferencia de Aiden English para clasificar al torneo por la Copa Mundial de WWE para determinar al mejor luchador del mundo en el evento Crown Jewel. En el evento, Miz derrotó a Jeff Hardy y Rey Mysterio para avanzar a la final contra Dolph Ziggler, pero se lesionó la rodilla antes de la lucha, lo que le impidió competir. El comisionado de SmackDown, Shane McMahon, lo reemplazó y derrotó a Ziggler, ganando el torneo y la Copa Mundial de WWE. En el episodio del 6 de noviembre de SmackDown, después de que Daniel Bryan fuera nombrado capitán del Team SmackDown para el Traditional Survivor Series Men's match en Survivor Series, Miz interrumpiría y exigiría ser capitán en su lugar debido a su éxito en el torneo por la Copa Mundial de WWE. Más tarde, Shane McMahon se rendiría ante Miz, y le otorgaría los deberes de co-capitán del equipo, con Miz y Bryan trabajando a regañadientes para formar su equipo. Sin embargo, la semana siguiente, la gerente general Paige sacó a Bryan del combate y lo reemplazó con Jeff Hardy, dejando a Miz como el único capitán del Team SmackDown para el evento. el evento, Team SmackDown perdió ante Team Raw. Durante las siguientes semanas, Miz comenzó a convertirse lentamente en face al tratar de persuadir a Shane McMahon para que formara un equipo con él, refiriéndose a ellos como "Co-Besties", ya que para Miz ambos ganaron la Copa Mundial de WWE. En el episodio del 25 de diciembre de SmackDown, McMahon apareció como invitado en "Miz TV" y aceptó formar el equipo.

#### 2019

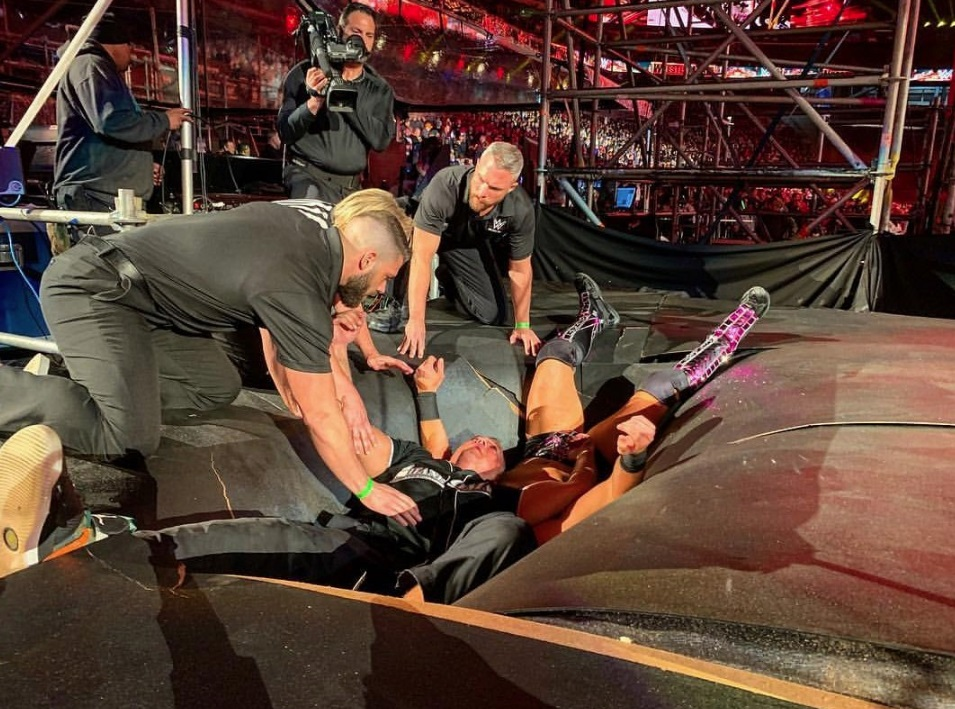
The Miz y Shane McMahon después de concluir su Falls Count Anywhere match en WrestleMania 35.

A inicios de 2019, Miz (en nombre de él y Shane McMahon) desafió a los Campeones en Parejas de SmackDown Cesaro & Sheamus a una lucha por los títulos el 27 de enero en Royal Rumble. Durante las semanas previas al evento, Miz compitió contra Sheamus y Cesaro en luchas individuales, derrotando a Sheamus y perdiendo ante Cesaro. En el evento, Miz & McMahon vencieron al dúo para convertirse en los nuevos Campeones en Parejas de SmackDown. En el episodio del 29 de enero de SmackDown, McMahon invitó al padre de Miz, George Mizzanin, al ring, para que demostrara lo orgulloso que estaba de su hijo. El mes siguiente en Elimination Chamber, Miz y McMahon perdieron los títulos ante The Usos, terminando su reinado a los 21 días. En Fastlane, Miz y McMahon no pudieron recuperar los títulos al ser derrotados por The Usos. Después del combate, McMahon traicionó a Miz y lo atacó en ringside, así como también a George Mizzanin, quien estaba en primera fila entre la audiencia. Debido a eso, Miz comenzó un feudo con McMahon, durante el cual se enfrentó y derrotó a SAni†Y (Eric Young, Alexander Wolf & Killian Dain) en un 3-on-1 Handicap match en el episodio del 2 de abril de SmackDown por órdenes de McMahon. McMahon derrotó a Miz en WrestleMania 35 en un Falls Count Anywhere match.
El 15 de abril, durante el Superstar Shake-up, Miz fue traspasado nuevamente a Raw. Miz debutó en la marca esa misma noche atacando a Shane McMahon, por lo que su feudo continuó. La semana siguiente en Raw, Miz se enfrentó a Baron Corbin y Drew McIntyre en un Triple Threat match por una clasificación a una lucha para determinar al contendiente número uno al Campeonato Universal de WWE de Seth Rollins, pero fue derrotado por Corbin. Durante su feudo con McMahon, Miz se alió en múltiples ocasiones a Roman Reigns, quien también estaba en un feudo con McMahon en SmackDown. En Money in the Bank, Miz perdió nuevamente ante McMahon en un Steel Cage match. En el episodio del 27 de mayo de Raw, Miz compitió en un Fatal 4-Way Elimination match contra Corbin, Braun Strowman y Bobby Lashley para determinar al contendiente número uno al Campeonato Universal de WWE en el evento Super Show-Down, pero fue el último eliminado por Corbin. En Super Show-Down, desde Jeddah, Arabia Saudita, Miz participó en un 50-man Battle Royal, pero fue eliminado por Elias. Miz apareció en el episodio del 11 de junio de SmackDown a través de la regla de invitación sorpresa, donde se enfrentó a Elias, Drew McIntyre y Shane McMahon en luchas individuales consecutivamente, derrotando a Elias pero perdiendo ante McIntyre y McMahon. En el episodio del 17 de junio de Raw, Miz compitió en un Fatal 5-Way Elimination match para determinar al contendiente número uno al Campeonato de Estados Unidos de Samoa Joe en Stomping Grounds, donde fue el último eliminado por el eventual ganador Ricochet. La noche siguiente en SmackDown, Miz se reunió por una noche con su antiguo compañero R-Truth para enfrentar a McIntyre & Elias en un Tag Team Elimination match, pero fueron derrotados. Luego de eso, Miz compitió contra Elias en dos 2-out-of-3 Falls matches, perdiendo en la primera el 25 de junio en SmackDown debido a una interferencia de Shane McMahon pero derrotándolo en la segunda el 1 de julio en Raw.
En el episodio del 23 de julio de SmackDown, una aparición de Shawn Michaels en "Miz TV" fue interrumpida por Dolph Ziggler, quien insultó a Michaels. The Miz intervino pero Michaels lo retiró. Sin embargo, Ziggler golpeó a Miz y le aplicó un superkick a Michaels. Debido a eso, un encuentro entre Miz y Ziggler fue programado para SummerSlam, pero durante la firma de contrato en el episodio del 5 de agosto de Raw, Miz reveló que su combate sería en el siguiente episodio de Raw (la noche después de SummerSlam) y que Ziggler pelearía contra alguien más en el evento. Ziggler supuso que Miz se refería a Michaels, pero en cambio Goldberg apareció, un hombre que Ziggler también había menospreciado en sus promos contra Michaels, y fue revelado como el oponente de Ziggler. La noche siguiente en Raw, Miz derrotó a Ziggler. Después del combate, Ziggler comenzó a insultar a Miz, haciendo que este último regresara al ring para aplicarle un Skull Crushing Finale. En el episodio del 19 de agosto de Raw, Miz & Ricochet derrotaron a Drew McIntyre & Baron Corbin en una lucha por equipos. La noche siguiente en SmackDown, Sami Zayn y Shinsuke Nakamura atacaron a Miz durante un episodio del segmento "Miz TV" al aplicarle dos Kinshasa de Nakamura. En el episodio del 26 de agosto de Raw, durante la primera ronda del torneo de King of the Ring, Miz perdió ante Baron Corbin. La noche siguiente en SmackDown, Miz desafió a Shinsuke Nakamura a una lucha por el Campeonato Intercontinental en Clash of Champions, pero fue atacado por Nakamura a sus espaldas durante una confrontación con Sami Zayn, antes de sufrir un Running Knee y luego un Kinshasa. En el episodio del 2 de septiembre de Raw, Miz venció a Cesaro. En el episodio del 10 de septiembre en SmackDown, Miz derrotó a Andrade. Después del combate, Miz fue atacado por Nakamura, aplicándole un Kinshasa. En Clash of Champions, Miz fue derrotado por Nakamura debido a una interferencia de Zayn, por lo que no ganó el Campeonato Intercontinental.
El 14 de octubre, debido al Draft, Miz fue traspasado a la marca SmackDown. Durante el episodio del 1 de noviembre de SmackDown, el luchador de NXT, Tommaso Ciampa, interrumpió una edición de "Miz TV" para expresar sus quejas hacia Miz, acusándolo de ser egocéntrico. Posteriormente, Miz desafió a Ciampa a una lucha individual, la cual perdería. Luego tendría una rivalidad con Bray Wyatt campeón universal para el evento tables,ladders and chairs, luego de que Wyatt se metiera con su esposa e hija. Combate el cual perdería.

#### 2020
En el episodio del 3 de enero de 2020 de SmackDown , Miz sorprendió a Kofi Kingston después de ser derrotado en un combate contra él y, posteriormente, arremetió contra la audiencia después de ser abucheado, volviéndose heel en el proceso. Más tarde esa noche, se reunió con su excompañero de equipo John Morrison, quien hizo su regreso a la WWE. Miz participó en el Royal Rumble de 2020, pero fue eliminado por el eventual ganador Drew McIntyre en 30 segundos. Después de ganar una oportunidad por el título el 31 de enero, episodio de SmackDown, entrando inmediatamente en feudo con los campeones de pareja de Smakdonw The New Day lo que los llevaría a un combate titular el 27 de febrero de 2020 en Super showDonw donde ganarían los títulos Miz y Morrison. En Elimination Chamber el 8 de marzo, Miz y Morrison retuvieron el campeonato sobre The New Day, The Usos, Heavy Machinery ( Otis y Tucker ), Lucha House Party ( Gran Metalik y Lince Dorado ) y Dolph Ziggler y Robert Roode en una lucha por equipos de Elimination Chamber. Se pactaría un combate de triple amenaza de escaleras para WrestleMania 36 en el cual Miz no pudo participar por un problema de salud que en principio parcionero COVID-19 pero fue descartado en los siguientes días. El combate se llevaría a cabo en la primera noche de Wrestlemania transmitido el 5 de abril donde John Morrison retendría los títulos de manera individual. En el episodio del 17 de abril de SmackDown, el dúo perdió los títulos de nuevo ante The New Day después de que Miz defendiera sin éxito los títulos por sí mismo en un combate de triple amenaza contra Big E y Jey Uso que terminó su reinado a los 50 días. En Money in the Bank el mes siguiente, Miz y Morrison intentaron sin éxito recuperar el campeonato en un combate fatal a cuatro bandas que también involucró a Lucha House Party ( Gran Metalik y Lince Dorado ) y The Forgotten Sons (Steve Cutler y Wesley Blake). A continuación, Miz y Morrison comenzaron una rivalidad con el Campeón Universal Braun Strowman. En Backlash, el dúo compitió por el título de Strowman en una lucha de handicap dos contra uno , pero perdió.
Miz y Morrison luego comenzaron a pelear con Otis y Tucker en busca del contrato Money in the Bank de Otis. Durante el Draft de la WWE 2020 , Miz y Morrison fueron reclutados para Raw. En Hell in a Cell el 25 de octubre, Miz derrotó a Otis para ganar el contrato de Money in the Bank, convirtiéndose en la segunda persona en no hacerlo en la lucha de escalera de Money in the Bank, y la tercera persona en mantener el contrato más de una vez. Miz cobró su contrato de Money in the Bank en el evento TLC: Tables, Ladders & Chairs durante un combate TLC entre AJ Styles y el Campeón de la WWE Drew McIntyre, haciendo del partido una triple amenaza en el proceso, pero no tuvo éxito ya que McIntyre retuvo su título. Sin embargo, en el episodio del 28 de diciembre de Raw, a Miz le devolvieron el contrato ya que el ingreso en efectivo en TLC se declaró inválido debido a que Morrison cobró el contrato en su nombre (ya que solo el titular del contrato puede cobrarlo). 

#### 2021
En 2021, The Miz participó en el Royal Rumble match de Royal Rumble, pero fue rápidamente eliminado por el debutante Damian Priest. El 21 de febrero en Elimination Chamber, The Miz canjeó su contrato de Money in the Bank contra Drew McIntyre ganando el Campeonato de la WWE. En el episodio de Raw del 1 de  marzo, pierde el campeonato a manos de Bobby Lashley en una Lumberjack Match. Semanas después, The Miz empezaría su feudo con el cantante puertorriqueño Bad Bunny camino a WrestleMania 37. En el Raw siguiente, se cambió el combate entre Bad Bunny y The Miz, el cual pasaría a ser un combate en parejas con The Miz formando su equipo con John Morrison y Bad Bunny uniéndose a Priest. En WrestleMania 37, él y Morrison fueron derrotados sorpresivamente por Bad Bunny y Priest. Siguiendo su feudo con Priest, terminaría cayendo ante este en WrestleMania Backlash. Para la mala suerte de The Miz, sufriría su primera lesión en toda su carrera. Luego de eso, The Miz seguiría apareciendo en televisión en silla de ruedas acompañando a Morrison en sus combates. 
The Miz se recuperó de su lesión en el episodio del 16 de agosto de Raw, perdiendo ante Damian Priest. La semana siguiente, atacó a Morrison, poniendo fin a su asociación. Posteriormente, se tomó un tiempo libre para competir en la trigésima temporada de Dancing with the Stars. En noviembre, junto con Maryse, regresaron en el episodio del 29 de noviembre de Raw, donde se enfrentó a Edge. La semana siguiente en Raw, después de otro acalorado intercambio verbal entre los dos durante el segmento de Miz TV, desafió a Edge a un combate en el evento Day 1, y este aceptó.

#### 2022
The Miz inició el 2022 con una derrota frente a Edge en Day 1. En el siguiente Raw, The Miz aceptó un desafío de Edge y Beth Phoenix para una lucha por equipos mixtos en Royal Rumble entre él y Maryse, que Edge y Phoenix ganaron. Luego, inició un feudo con The Mysterios (Rey & Dominik Mysterio), ya que Rey afirmó que The Miz hizo trampa al vencer a su hijo, mientras que este se opuso a que Rey tuviera la oportunidad de clasificarse para el Elimination Chamber match por el Campeonato de la WWE y él no lo hizo, así como también que Rey era la estrella de portada del videojuego WWE 2K22. En Elimination Chamber, fue derrotado por Rey Mysterio. Rumbo a WrestleMania 38, The Miz se asoció con la celebridad de YouTube Logan Paul en busca de derrocar a The Mysterios; sin embargo fueron derrotados. Después del combate, atacaría por sorpresa a Paul con el Skull Crushing Finale.
Más adelante en SummerSlam, The Miz se enfrentó a Paul en un combate individual, siendo derrotado precisamente al recibir su propia Skull Crushing Finale a manos de Paul. En el episodio del 22 de agosto de Raw, fue secuestrado (kayfabe) por Dexter Lumis durante un combate por equipos entre él y su compañero Tommaso Ciampa ante Bobby Lashley & AJ Styles, quienes ganaron por descalificación precisamente por la interferencia de Lumis. En el episodio del 29 de agosto, The Miz fue derrotado por Lashley en un combate por el Campeonato de los Estados Unidos de este último, gracias a una distracción por parte de Lumis. A la semana siguiente, a pesar de que junto con Ciampa atacaran a Lashley antes de su Steel Cage match por el título, The Miz no pudo destronarlo en el evento principal de esa misma noche debido a que Lumis evitara que escapará de la jaula, poniéndole fin a su breve feudo.

#### 2023
En el episodio del 16 de enero de 2023 de Raw, fue uno de los seis participantes junto a Baron Corbin, Seth Rollins, Bobby Lashley, Dolph Ziggler y Finn Bálor en una lucha de eliminación por una oportunidad al Campeonato de los Estados Unidos; sin embargo, The Miz fracasó en su intento de ganar el combate al ser eliminado por Rollins. El 28 de enero en Royal Rumble, The Miz ingresó a la batalla real como el #3, aunque fue eliminado por Gunther. En el episodio del 20 de febrero, durante la celebración de su aniversario, Maryse le entregó un sobre con la promesa de The Miz de revelar su contenido en el siguiente episodio. Esto llevó a que The Miz fuera nombrado como anfitrión oficial de WrestleMania 39. Aun así, él tuvo acción en el evento al enfrentarse a un Pat McAfee que retornaba sorprevisamente a la programación luego de 6 meses en un combate que fue pactado por el rapero Snoop Dogg; fue derrotado por McAfee.
En el episodio del 29 de mayo de Raw, se enfrentaría a Ricochet por un cupo en el combate de escaleras de Money in the Bank, pero fue derrotado. En el episodio del 19 de junio de Raw, Ciampa regresó para responder el desafío abierto de The Miz, recibiendo este una nueva derrota y poniendo así fin a su alianza. En el episodio del 11 de julio, rompió su racha negativa de derrotas en el 2023 tras vencer a Ciampa en un No Disqualification match con ayuda de Bronson Reed. En agosto comenzaría una rivalidad con LA Knight a raíz de ser eliminado por este en la Slim Jim Battle Royal de SummerSlam, a quien se enfrentó el 2 de septiembre en Payback con John Cena como árbitro especial, siendo derrotado.
En el episodio del 30 de octubre de Raw, The Miz entrevistó al Campeón Intercontinental Gunther en Miz TV antes de ser atacado por Imperium volviéndose face por primera vez desde enero de 2020. La semana siguiente, ganó un Fatal 4-Way match por una oportunidad titular ante Gunther en Survivor Series: WarGames. En el evento del 25 de noviembre, sin embargo, no pudo ganar el título. Luego The Miz desafió a Gunther por el título nuevamente en el episodio del 18 de diciembre de Raw en un esfuerzo perdido y, según la estipulación, no puede desafiar por el título nuevamente mientras Gunther siga siendo campeón.

#### 2024-presente
En el primer Raw del año 2024, The Miz se reunió con su antiguo compañero de equipo, R-Truth, enfrentándose a Dominik Mysterio y JD McDonagh de The Judgment Day, ganando el combate.

## Estilo y personaje de lucha libre
El movimiento final de The Miz, según el reality de televisión y los vínculos de Hollywood con su personaje, es un completo innovador de Nelson llamado Skull Crushing Finale. También había utilizado previamente un estiramiento de rodilla para correr seguido de un golpe de cuello, llamado Reality Check, antes de abandonarlo y adoptar su actual movimiento final en 2009.
Habiendo sido asociado con Ric Flair, The Miz ocasionalmente realiza el movimiento de rendición de Flair, el figure-four leg lock. Desde su storyline con Daniel Bryan, The Miz incorporó varios de los movimientos de Bryan, como el Yes! Kicks, el cual él llama It Kicks.

## Vida personal
Mizanin se casó con su novia de mucho tiempo, su compatriota franco-canadiense de WWE, Maryse Ouellet, en las Bahamas el 20 de febrero de 2014. Su primera hija, Monroe Sky Mizanin, nació el 27 de marzo de 2018. Poco después, la familia se mudó a Austin, Texas. El 17 de febrero de 2019, durante el evento Elimination Chamber, la pareja anunció que esperaban su segundo hijo. Su segunda hija, Madison Jade Mizanin, nació el 20 de septiembre de 2019.
The Miz es gran amigo personal de luchadores como Zack Ryder, Dolph Ziggler, John Cena, Randy Orton y John Morrison

## Filmografía

### Televisión
| Año           | Título                                                     | Personaje         | Notas                         |
| ------------- | ---------------------------------------------------------- | ----------------- | ----------------------------- |
| 2001          | Real World: de Vuelta a New York                           | Él mismo          | Episodio 2, 3, 4 y 22         |
| 2002          | Real World/Road Rules Challenge: Batalla de las Temporadas | Él mismo          | Ganador                       |
| 2003          | Real World/Road Rules Challenge: El Guantalete             | Él mismo          |                               |
| 2004          | WWE Tough Enough                                           | Él mismo          | Finalista                     |
| 2004          | Real World/Road Rules Challenge: El Infierno               | Él mismo          |                               |
| 2004          | Real World/Road Rules Challenge: Batalla de los sexos 2    | Él mismo          |                               |
| 2005          | Real World/Road Rules Challenge: El infierno II            | Él mismo          | Ganador                       |
| 2005          | Battle of the Network Reality Stars                        | Él mismo          | Episodios 1 y 2               |
| 2006          | Fear Factor                                                | Él mismo          | Ganador                       |
| 2007          | Identity                                                   | Él mismo          | Episodio 11                   |
| 2008          | Ghost Hunters                                              | Él mismo          |                               |
| 2009          | Sabes más que un niño de 5to Grado?                        | Él mismo          |                               |
| 2009          | Dinner: Impossible                                         | Él mismo          |                               |
| 2010          | Destroy Build Destroy                                      | Él mismo          | 1 episodio                    |
| 2011          | Nickelodeon Kids' Choice Awards                            | The Miz           | Presentador                   |
| 2011          | WWE Tough Enough                                           | The Miz           |                               |
| 2011          | H8R                                                        | Él mismo          | Invitado Especial             |
| 2011          | Conan                                                      | Invitado Especial | Aparición Especial            |
| 2011          | Clash Time                                                 | Invitado Especial | 8 episodios                   |
| 2011          | Lopez Tonight                                              | Invitado Especial | Aparición Especial            |
| 2011          | Late Night with Jimmy Fallon                               | Invitado Especial | Aparcion Especial             |
| 2011          | Jimmy Kimmel Live                                          | Invitado Especial | Especial de Navidad           |
| 2012          | Nickelodeon Kids' Choice Awards                            | The Miz           |                               |
| 2012          | Par de Reyes                                               | Él mismo          | Episodio 56                   |
| 2012          | The Challenge: Batalla de los Exes                         | Él mismo          | Anfitrión del Show de Reunión |
| 2012          | The Tonight Show with Jay Leno                             | Invitado Especial | 2 episodios                   |
| 2012          | Agora é Tarde                                              | Invitado Especial | Talk Show Brasileño           |
| 2012          | psych                                                      | Mario             | Episodio 91                   |
| 2012          | The Soup                                                   | Invitado Especial |                               |
| 2014          | Deal With It                                               | Él mismo          | Episodio 18                   |
| 2014          | Oh My English!                                             | Invitado Especial |                               |
| 2015          | Sirens                                                     | Entrenador        | Episodio 9                    |
| 2015          | The Soup                                                   | El mismo          | Invitado Especial             |
| 2015          | Tough Talk                                                 | Anfitrión         | Episodios 1-5                 |
| 2015          | WWE Tough Enough                                           | Juez              | Episodios 6-10                |
| 2016          | Supernatural                                               | Shawn Harley      | Episodio 15, temporada 11     |
| 2016          | Total Divas                                                | El mismo          | Rol recurrente, temporada 6-7 |
| 2017          | The Challenge: Invasión de los Campeones                   | El mismo          | Anfitrión del Show de Reunión |
| 2017          | The Challenge: Sucio XXX                                   | El mismo          | Anfitrión del Show de Reunión |
| 2017-18       | The Challenge: Campeones vs. Estrellas                     | El mismo          | Presentador (Temporada 2 y 3) |
| 2018          | The Challenge: Vendettas                                   | El mismo          | Anfitrión del Show de Reunión |
| 2018-presente | Miz & Mrs.                                                 | El mismo          | Rol principal                 |
| 2019          | The Challenge: La Guerra de los Mundos                     | El mismo          | Anfitrión del Show de Reunión |
| 2021          | Dancing with the Stars                                     | El mismo          | Temporada 30; 7.º eliminado   |

### Películas
| Año  | Título                                        | Papel       | notas |
| 2012 | The Campaign                                  | Él mismo    |       |
| 2013 | The Marine 3: Homefront                       | Jake Carter |       |
| 2013 | Les reines du ring                            | Él mismo    | Cameo |
| 2013 | Christmas Bounty                              | Mike        |       |
| 2014 | Scooby-Doo! WrestleMania Mystery              | Él mismo    | voz   |
| 2015 | The Marine 4: Moving Target                   | Jake Carter |       |
| 2015 | Santa's Little Helper                         | Dax         |       |
| 2016 | Scooby-Doo! and WWE: Curse Of The Speed Demon | Él mismo    | Voz   |
| 2017 | The Marine 5: Battleground                    | Jake Carter |       |
| 2018 | The Marine 6: Close Quarters                  | Jake Carter |       |
| 2019 | Fighting with My Family                       | Él mismo    |       |

## Otros medios
Mizanin trabajó en numerosos reality shows del canal MTV, hasta que se convirtió en luchador profesional. También tuvo un pequeño papel en la película  The Campaign. El 30 de abril de 2012, se anunció que protagonizaría la película de WWE Studios Marine: Homefront. Mizanin fue elegido como sustituto de Randy Orton, quien no hizo el papel por su pasado en el Cuerpo de Marines. Ese día también se anunció que protagonizaría la coproducción de WWE Studios y Kare Production Les reines du ring (Las reinas del ring) junto a Eve Torres y CM Punk. El 26 de octubre de 2012, se anunció que protagoniza la película de WWE y ABC Family Christmas Bounty.
También apareció en el libro que el luchador Mick Foley escribió para niños The Most MIZerable Christmas.
Desde su push en 2011, se ha convertido en una de las figuras más mediáticas de la empresa, apareciendo en varios programas de late-night, publicitando los eventos de la WWE. Ha aparecido en Conan, Lopez Tonight, Late Night with Jimmy Fallon, Jimmy Kimmel Live, The Tonight Show with Jay Leno, Attack of the Show!, Daybreak, Red Bull PLAY!, H8R y Rove LA. También apareció en ocho episodios de Clash Time.
Fue a promocionar el videojuego WWE 2K14 al E3 del año 2013.
A partir de la temporada 6 de Total Divas, Mizanin aparece junto a su esposa Maryse como parte del elenco de dicha serie.
En 2018 se anunció que Mizanin participaría junto a su esposa Maryse en la serie titulada Miz & Mrs. Fue transmitida por la cadena USA Network sumándose a Raw y SmackDown Live! como parte de la programación de WWE transmitida por dicha cadena . La serie contó con seis episodios de media hora donde se presentó al dúo titular, para que ambos sean conocidos en su vida tanto dentro como fuera del ring, cuando comienzan una familia. Siendo un gran éxito, contando con grandes datos de audiencia superando por mucho a las demás series de wwe, su primer capítulo consiguió un total de 1.473 millones de espectadores. Asimismo, ocupó el quinto lugar en la televisión por cable para el grupo de edades de 18 a 49 años.
En 2018, Mizzanin, por medio de su cuenta personal de Twitter, informó que USA Network ha renovado el contrato por el programa y emitirán una segunda temporada en 2019, donde además anunció que la segunda temporada contará con un total de 14 episodios. Para USA Network, el programa ha sido un éxito. Desde el episodio inaugural de la primera temporada, el show ha conseguido índices de audiencia positivos tomando en cuenta el horario en el que se emite y la importancia de la propia cadena. En sus tres semanas de vida, el programa ha conseguido entrar entre los primeros tres shows de cable originales más vistos de la noche.

## Campeonatos y logros
- Deep South Wrestling/DSW

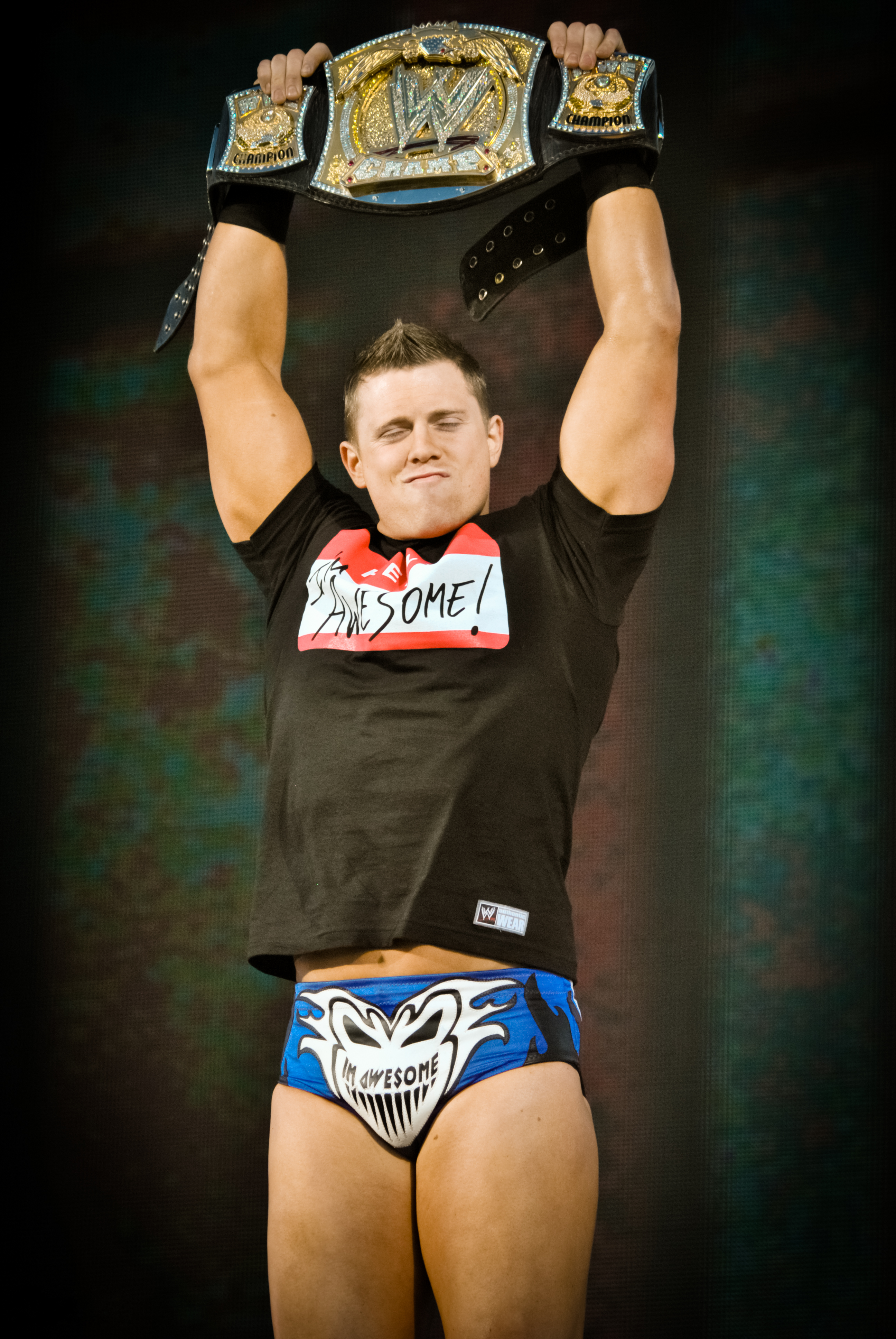
The Miz como Campeón de WWE

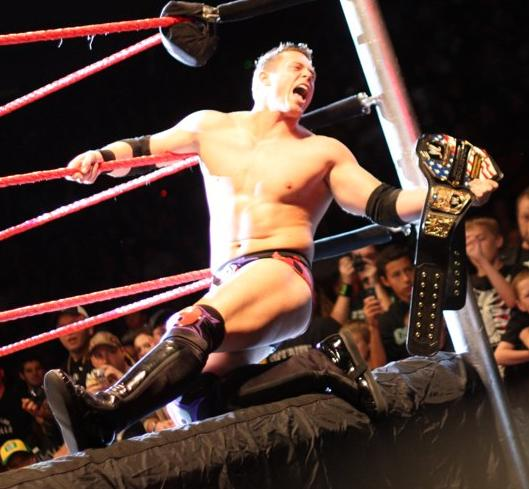
The Miz como Campeón de los Estados Unidos.

  - DSW Heavyweight Championship (1 vez)

- Ohio Valley Wrestling/OVW
  - OVW Southern Tag Team Championship (1 vez) - con Chris Cage

- World Wrestling Entertainment/WWE
  - WWE Championship (2 veces)
  - WWE Intercontinental Championship (8 veces)
  - WWE United States Championship (2 veces)
  - World Tag Team Championship (2 veces) - con John Morrison (1), Big Show (1)
  - WWE Tag Team Championship (5 veces) - con John Morrison (1), Big Show (1) ( unificado ), John Cena (1), Damien Mizdow (1), R-Truth (1)
  - SmackDown Tag Team Championship (2 veces) - con John Morrison (1), Shane McMahon (1)
  - Money in the Bank (2010)
  - Money in the Bank (2020)
  - Elimination Chamber (2020) - con John morrison
  - Mixed Match Challenge (2018) - con Asuka
  - Triple Crown Championship (vigesimoquinto)
  - Grand Slam Championship (2 veces, decimocuarto)
  - Slammy Awards (2 veces)
    - Best WWE.com Exclusive (2008) The Dirt-Sheet – con John Morrison
    - Tag Team of the Year (2008) – con John Morrison

- Pro Wrestling Illustrated
  - PWI Luchador que más ha mejorado - 2016
  - PWI Luchador más odiado - 2011
  - Situado en el Nº174 en los PWI 500 de 2006[292]
  - Situado en el Nº148 en los PWI 500 de 2007[293]
  - Situado en el Nº54 en los PWI 500 de 2008[294]
  - Situado en el Nº56 en los PWI 500 de 2009[295]
  - Situado en el Nº12 en los PWI 500 de 2010[296]
  - Situado en el Nº1 en los PWI 500 de 2011[297]
  - Situado en el Nº49 en los PWI 500 de 2012[298]
  - Situado en el Nº31 en los PWI 500 de 2013[299]
  - Situado en el Nº56 en los PWI 500 de 2014[300]
  - Situado en el Nº60 en los PWI 500 de 2015[301]
  - Situado en el Nº22 en los PWI 500 de 2016[302]
  - Situado en el Nº10 en los PWI 500 de 2017[303]
  - Situado en el Nº10 en los PWI 500 de 2018[304]
  - Situado en el Nº35 en los PWI 500 de 2019[305]
  - Situado en el Nº87 en los PWI 500 de 2020[306]
  - Situado en el Nº89 en los PWI 500 de 2021[307]

- Wrestling Observer Newsletter
  - WON Equipo del año - 2008, con John Morrison
  - WON Luchador que más ha mejorado - 2008
  - WON Luchador que más ha mejorado - 2009
  - Situado en el Nº15 del WON Mejor pareja de la década (2000–2009), con John Morrison[308]